# Museu da Revolução
O Museu da Revolução (em castelhano:  Museo de la Revolución) é um museu localizado na cidade antiga de Havana, em Cuba. O museu está sediado onde era o palácio presidencial de todos os presidentes cubanos de Mario García Menocal a Fulgencio Batista, e o edifício do palácio foi atacado pelo DR-13-M em 1957. O local se transformou em museu após a Revolução Cubana.

## História

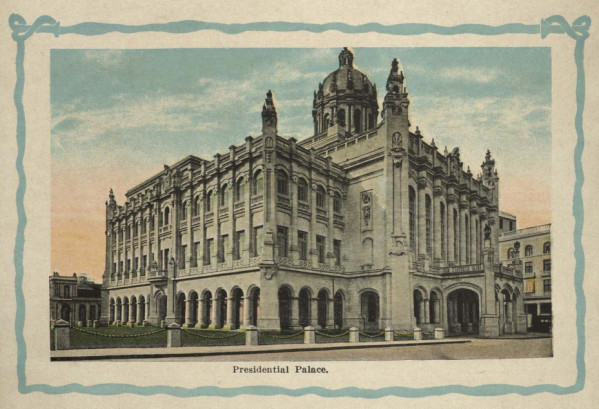
Cartão-postal do Palácio Presidencial no Período Entre-Guerras.

O Palácio Presidencial foi projetado pelo arquiteto cubano Rodolfo Maruri e pelo arquiteto belga Paul Belau, que também projetou o Centro Gallego, atual Grande Teatro de Havana. O Palácio Presidencial foi construído entre 1909 e 1920 para servir como sede do governo provincial de Havana, mas em 1917, o presidente Mario García Menocal o escolheu para ser a sede do poder executivo nacional. Em 1974 tornou-se o próprio Museu da Revolução e, em 2010, foi declarado Monumento Nacional. Permaneceu como Palácio Presidencial até o triunfo da Revolução Cubana de 1959. O edifício possui elementos neoclássicos e foi decorado pelo Tiffany Studios de Nova York.
O prédio foi palco de um ataque em março de 1957, quando o Diretório Revolucionário 13 de Março (DR-13-M), da Universidade de Havana, tentou matar Fulgencio Batista. Foi um ataque em duas frentes, que incluiu a tomada da Rádio Relógio no edifício Radiocentro CMQ. Ambos os ataques fracassaram. Segundo um dos atacantes, Faure Chomón, do Diretório Revolucionário, eles seguiam a estratégia do "golpe arriba" e, juntamente com Menelao Morales, buscavam derrubar o governo assassinando do chefe-de-estado. Marcas de bala do assalto frustrado ainda são visíveis na escadaria principal do Palácio.
O museu foi criado em 12 de dezembro de 1959, por decreto do Ministério das Forças Armadas Revolucionárias (MINFAR), assinado pelo então Ministro das FAR, o General-de-Exército Raúl Castro. O museu era localizado no Castillo de la Punta e a base do Monumento a José Martí na Praça da Revolução até 4 de janeiro de 1974, quando uma exposição foi inaugurada em sua localização atual, o antigo Palácio Presidencial. Em 2010, foi declarado Monumento Nacional.

## Exposições

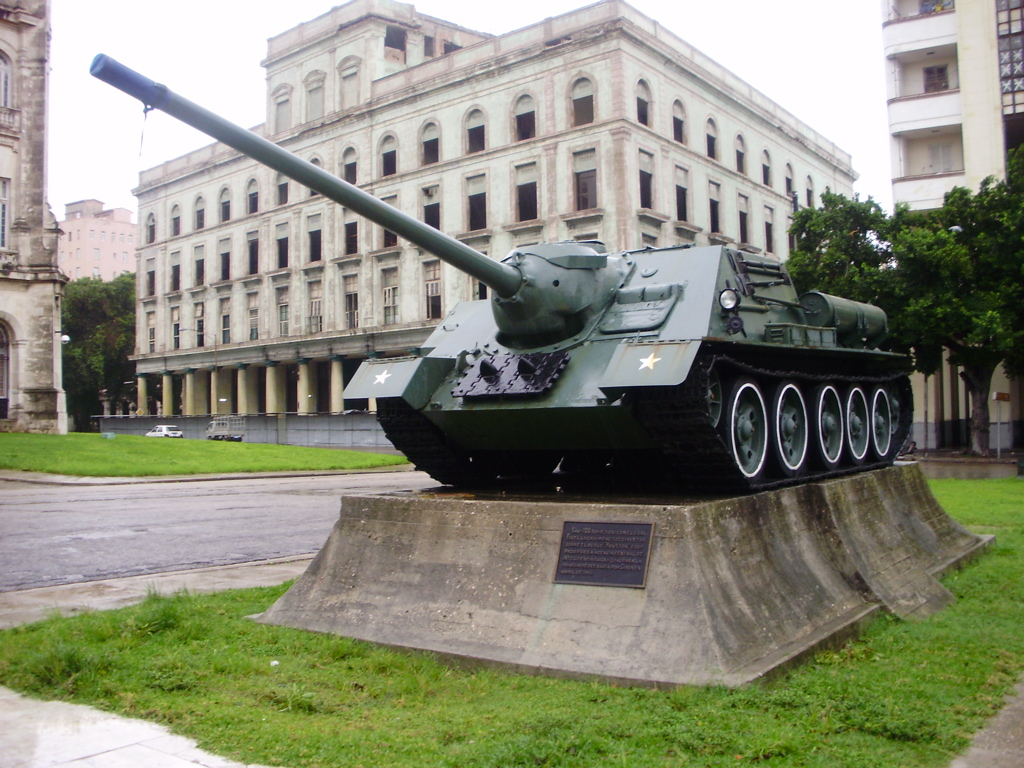
O SU-100 usado como carro-comando por Fidel Castro durante a invasão da Baía dos Porcos, em 1961.

O tema principal do museu é a Revolução Cubana de 1953 a 1959, e as exposições da história cubana do museu são amplamente dedicadas ao período da guerra revolucionária dos anos 50 e à história do país pós-1959; mas também inclui partes dedicadas à Cuba pré-revolucionária, incluindo a Guerra da Independência travada contra a Espanha. A base do acervo inicial do museu foi o material reunido por Celia Sánchez Manduley, combatente do Movimento 26 de Julho na Sierra Maestra. O tamanho e o valor de suas coleções, bem como o trabalho cultural, histórico e político contínuo que realiza, fazem deste museu de história o mais importante do país.
A entrada do museu apresenta o busto de José Martí, a bandeira da Estrela Solitária e os buracos de bala do combate de 13 de março de 1957. Suas mais de 30 salas de exposição abrigam cerca de nove mil peças de diferentes fases da luta pela independência. Há exposições permanentes sobre a história das lutas cubanas do século XV até o presente, incluindo o cachimbo de Che Guevara e o uniforme do cosmonauta cubano Arnaldo Tamayo. Além de suas exposições permanentes, este centro promove a história cubana em escolas próximas. Seus especialistas dão palestras para as gerações mais jovens e, nos fins de semana, oferecem projetos sistemáticos de extensão cultural. O museu em si desce cronologicamente a partir do último andar, começando pela cultura pré-colombiana de Cuba e se estendendo até os dias atuais. As salas do térreo apresentam algumas exposições sobre o assalto ao Quartel Moncada em 1953 e a vida de Che Guevara. A maioria das legendas está em inglês e espanhol. Uma das salas é dedicada ao Período Especial, o colapso econômico pós-soviético na década de 1990.
Em 1976, o Pavilhão Granma foi construído como anexo, localizado na parte de trás do edifício. O grande recinto de vidro abriga o iate Granma que Fidel Castro usou para navegar com 82 expedicionários para iniciar a guerra de guerrilha, entre eles Che Guevara e Raúl Castro. Em torno do pavilhão também há um míssil terra-ar SA-2 Guideline, do tipo que abateu um avião espião Lockheed U-2 americano durante a Crise dos mísseis de 1962, e o motor do avião U-2 é exibido. Vários veículos militares são exibidos. A entrada principal do museu é ladeada pelos restos da guarita de Angel, parte do muro que cercava Havana durante a era colonial e um SU-100, um destruidor de tanques de origem soviética, que foi usado por Fidel na Invasão da Baía dos Porcos. O SU-100 foi usado como carro-comando por Fidel, e a placa no pedestal do monumento diz:
"SAU-100 soviético com o qual Fidel atingiu diretamente o navio "Houston", equipado pela Agência Central de Inteligência ianque (CIA) para a invasão mercenária por Girón em abril de 1961."

### Artefatos

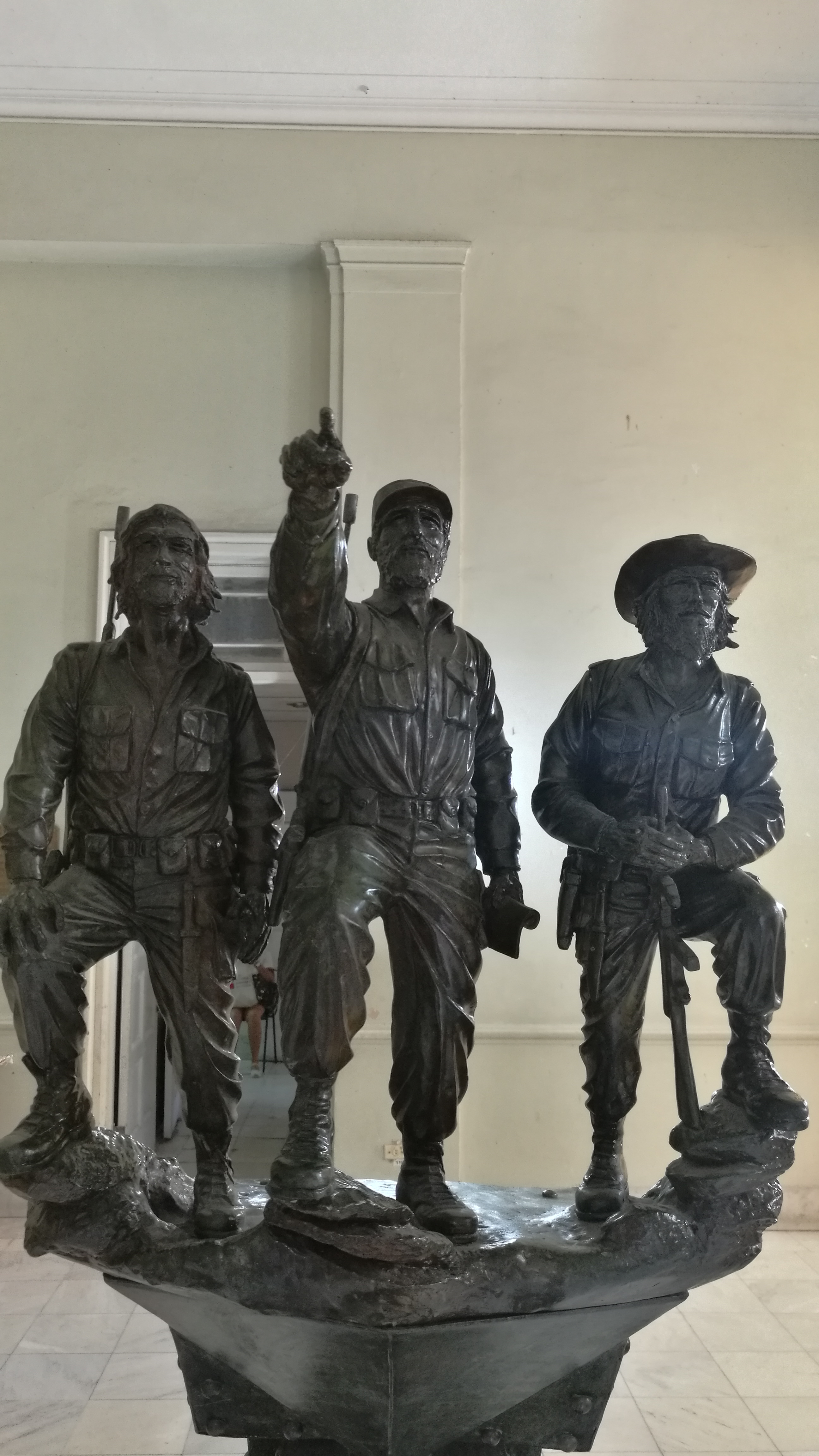
A estátua de Fidel Castro apontando o caminho ladeado por Che Guevara e Camilo Cienfuegos.
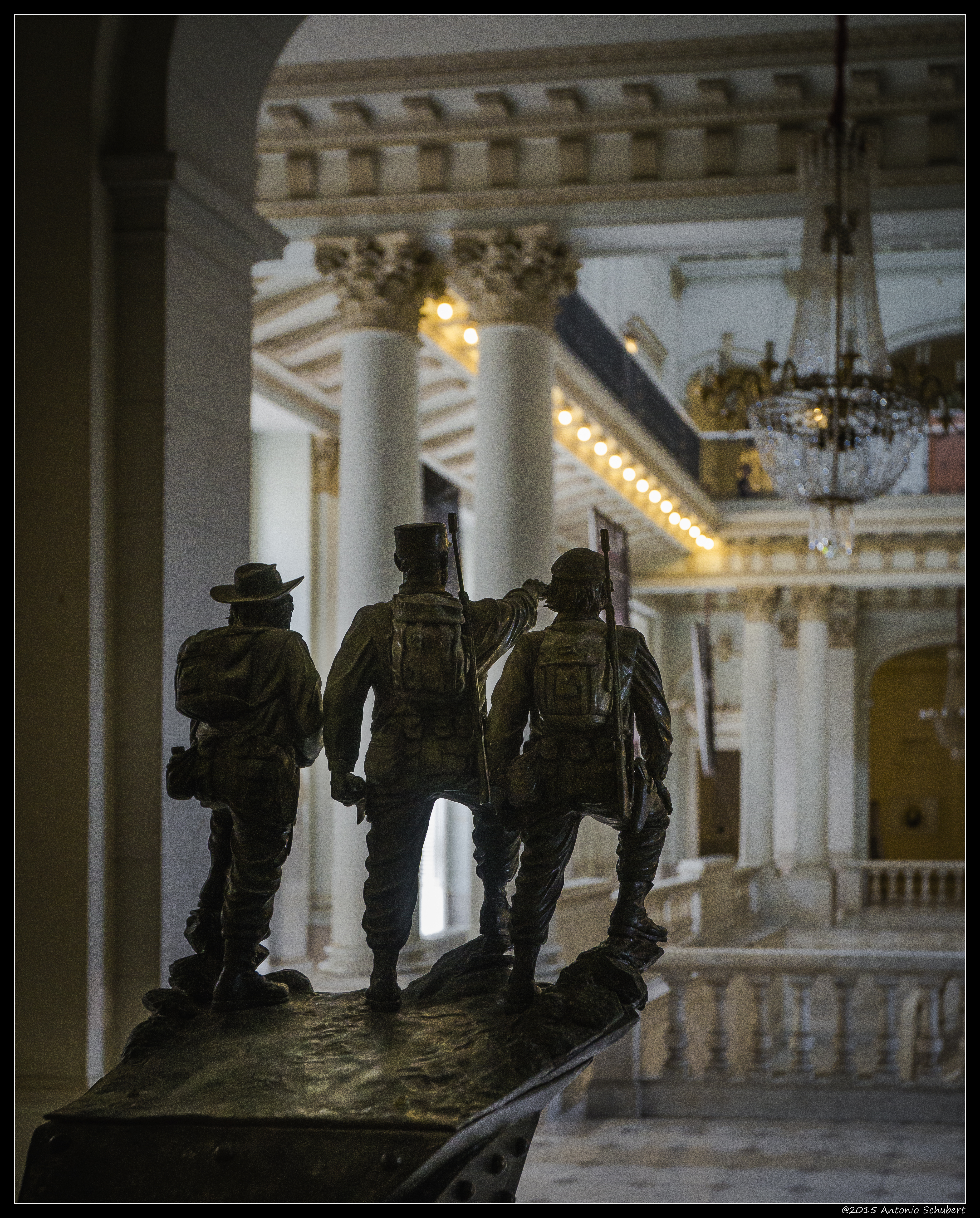
A estátua vista de trás.
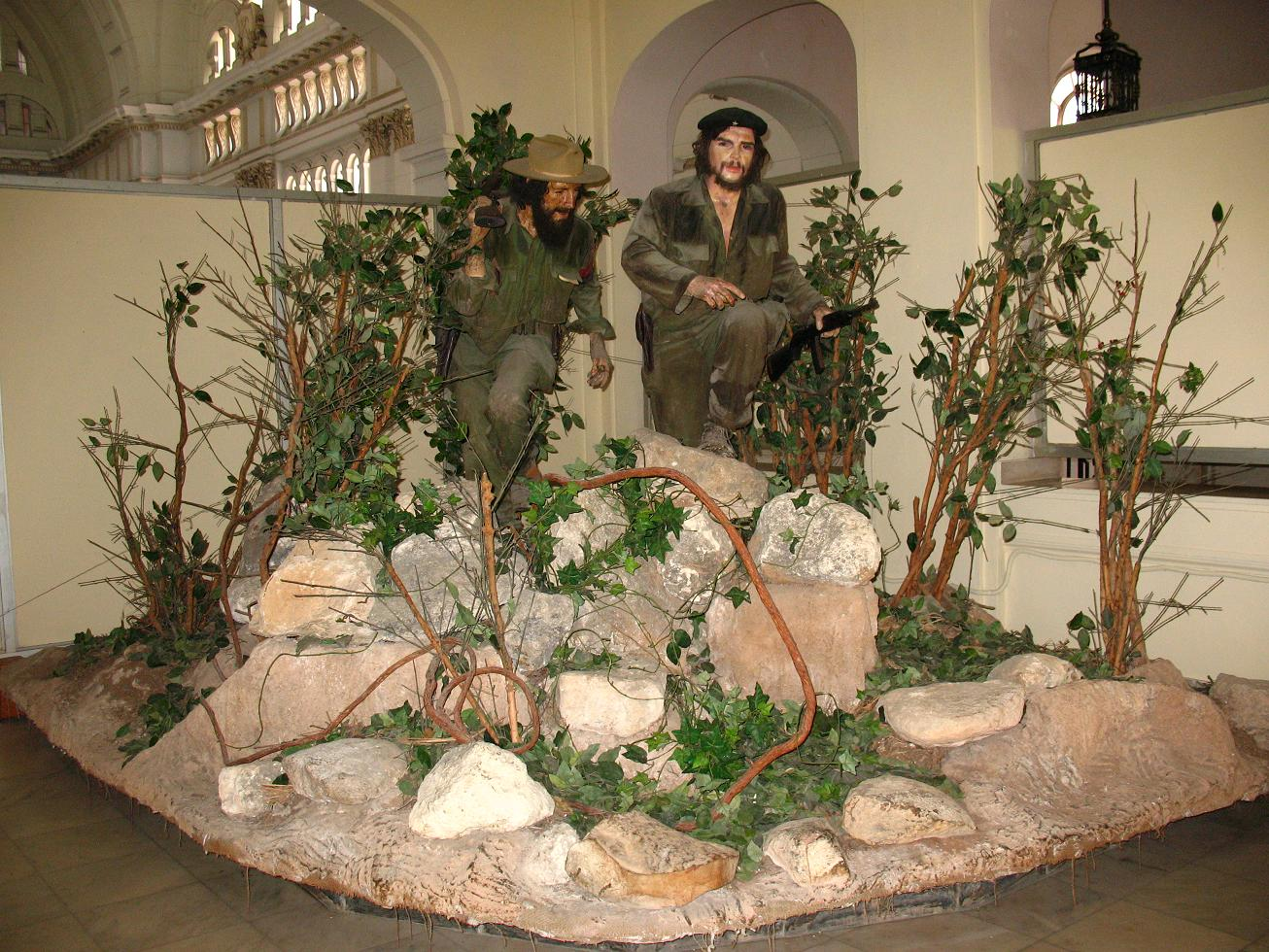
Diorama representando Camilo Cienfuegos e Che Guevara.
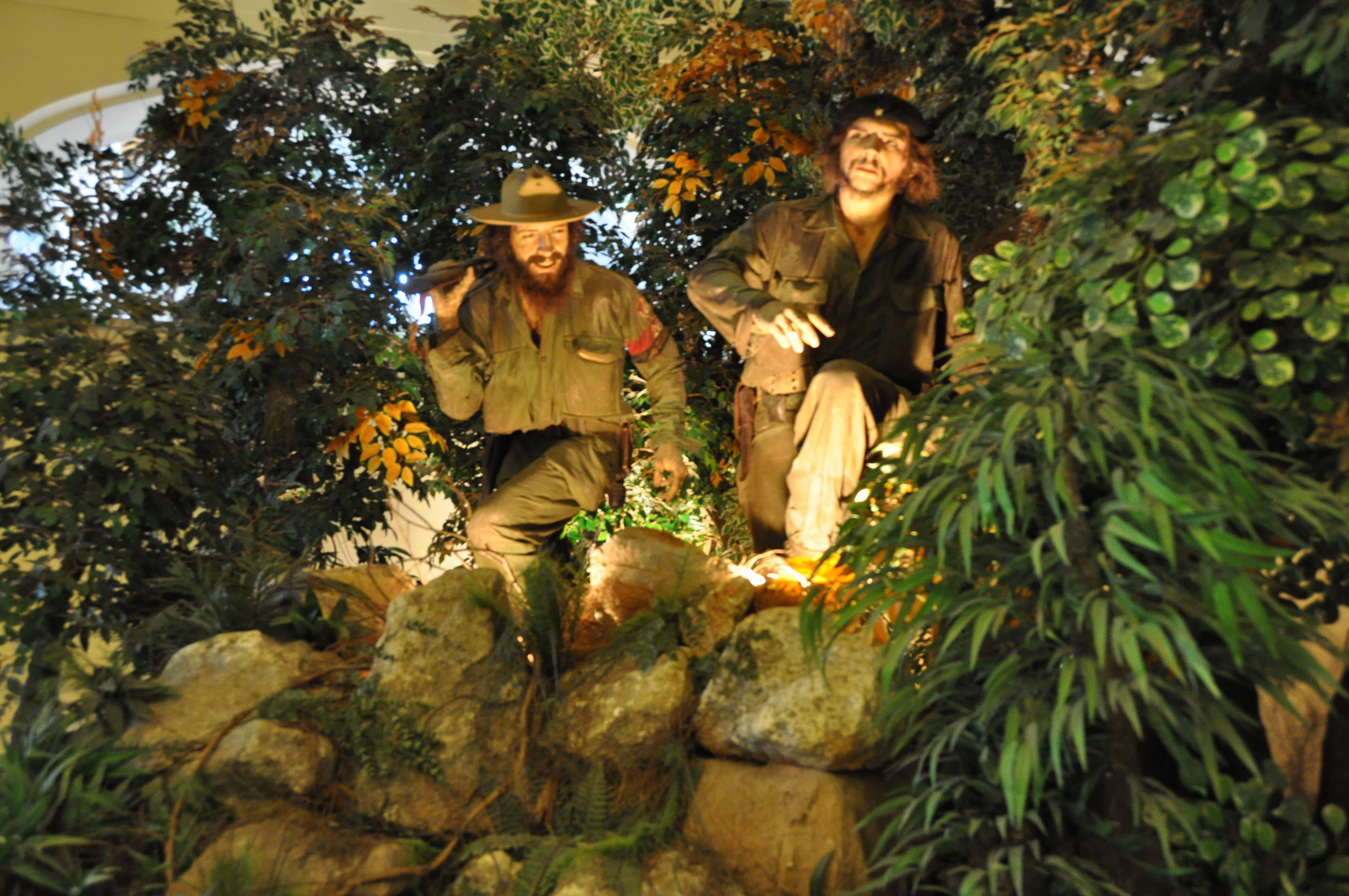
O diorama iluminado.
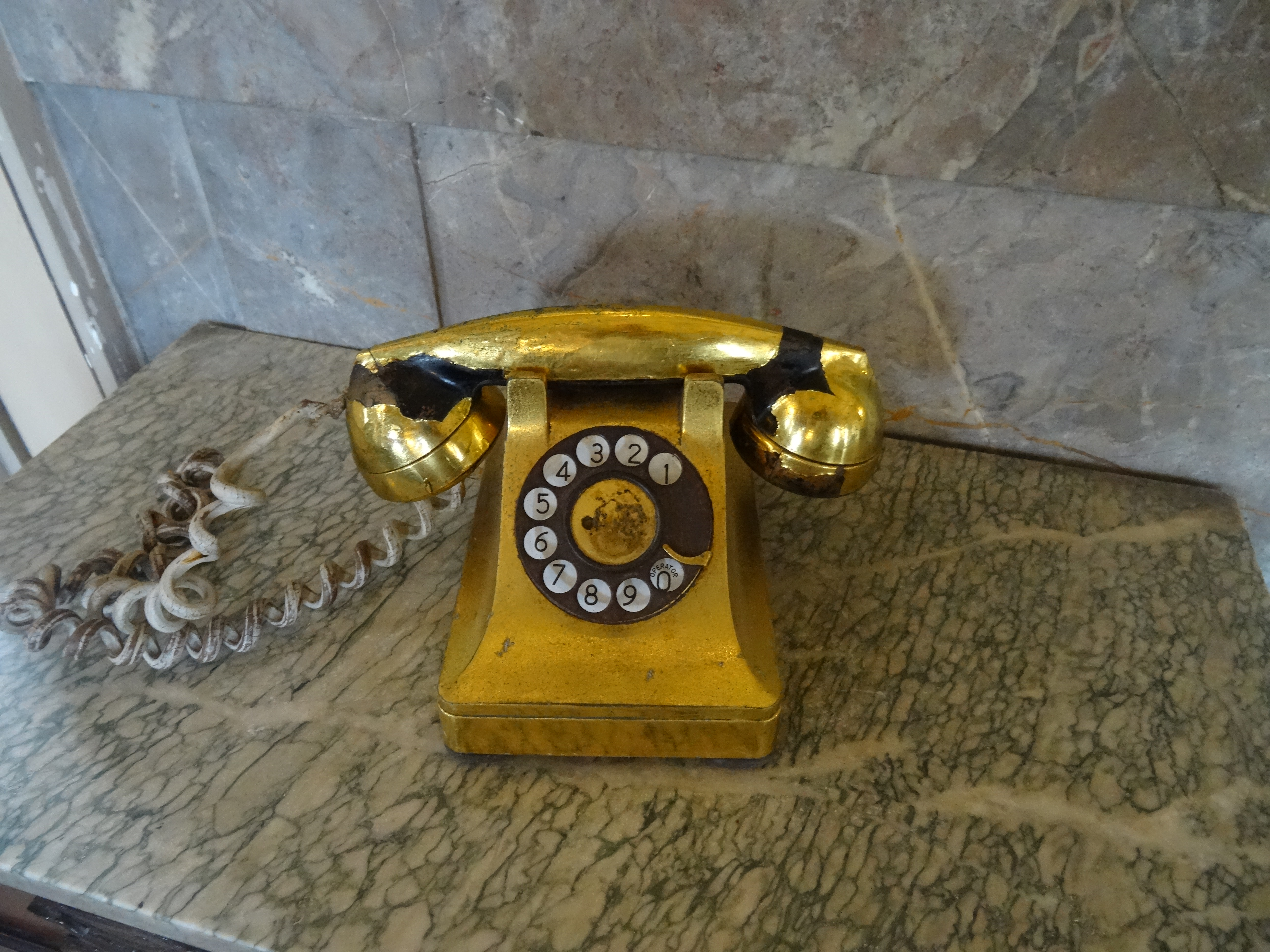
O telefone banhado em ouro do ditador Fulgencio Batista.
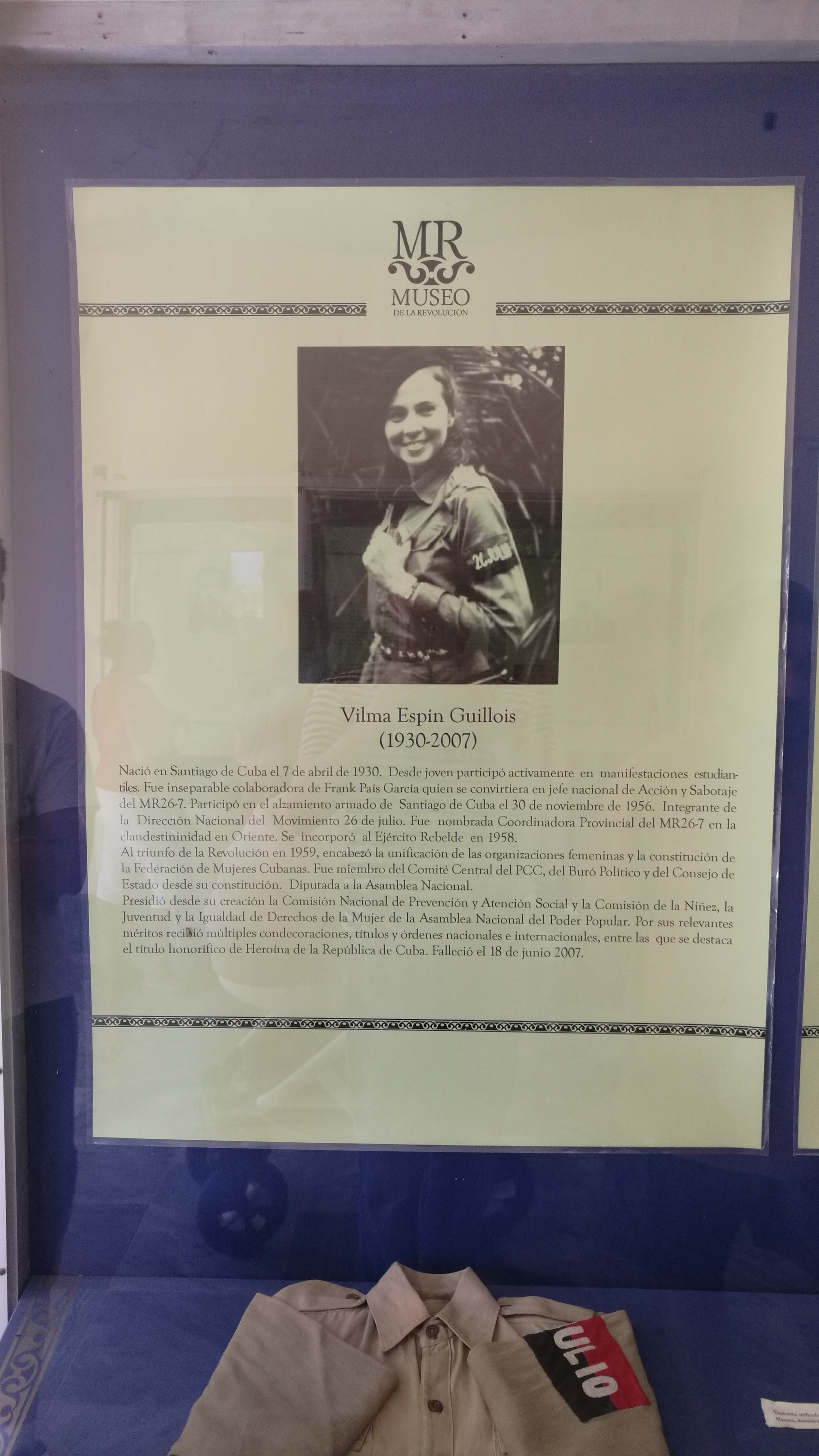
O uniforme da guerrilheira Vilma Espín.
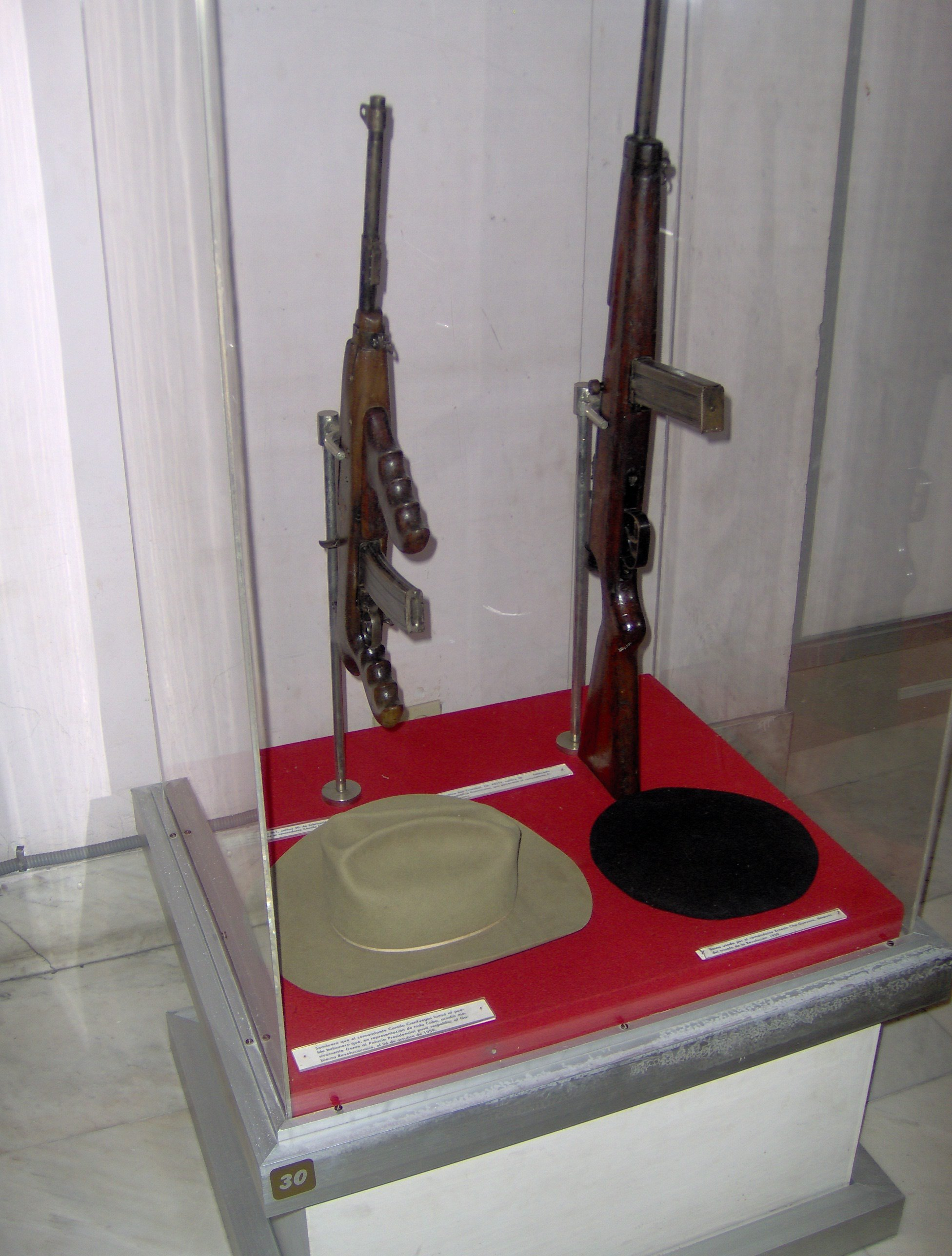
Chapéu de mato e carabina M1 usados por Camilo Cienfuegos (esquerda), boina e carabina Cristóbal usados por Che Guevara (direita).
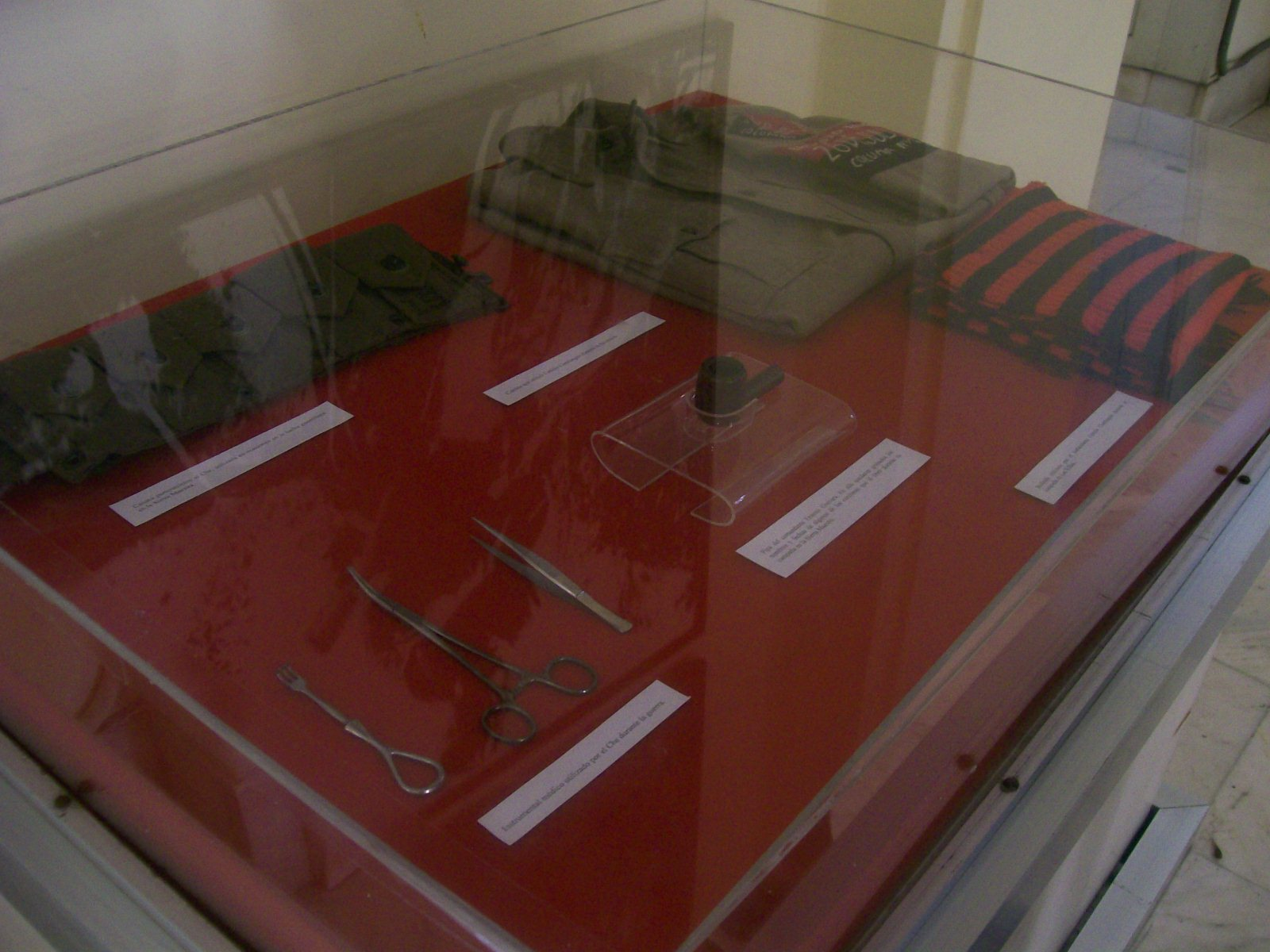
Objetos do comandante Che guevara, incluindo o seu uniforme, instrumentos médicos e cachimbo.
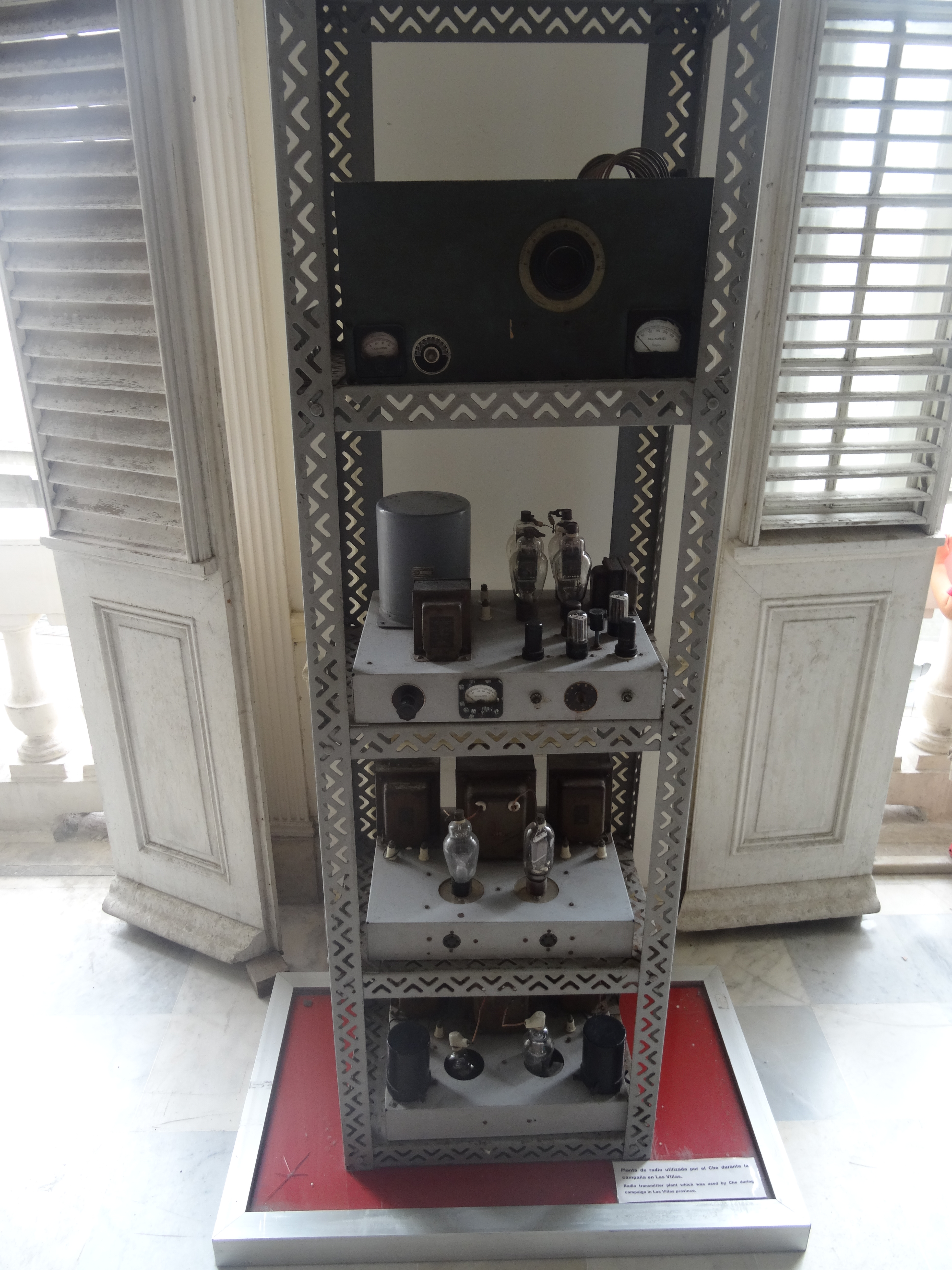
Transmissor de rádio do Che Guevara durante a campanha de Las Villas.
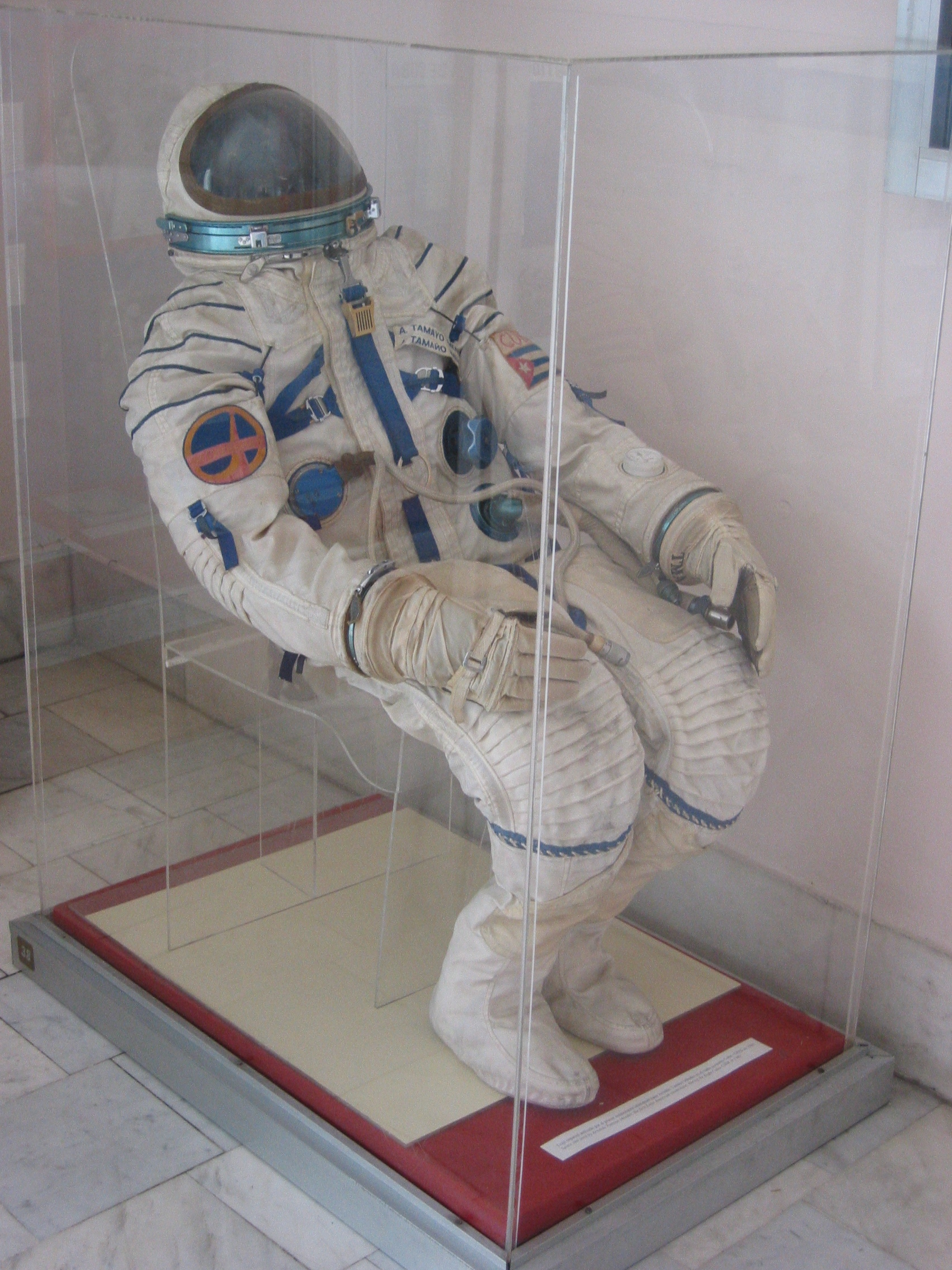
O traje espacial do cosmonauta cubano Arnaldo Tamayo Méndez.

### Arte

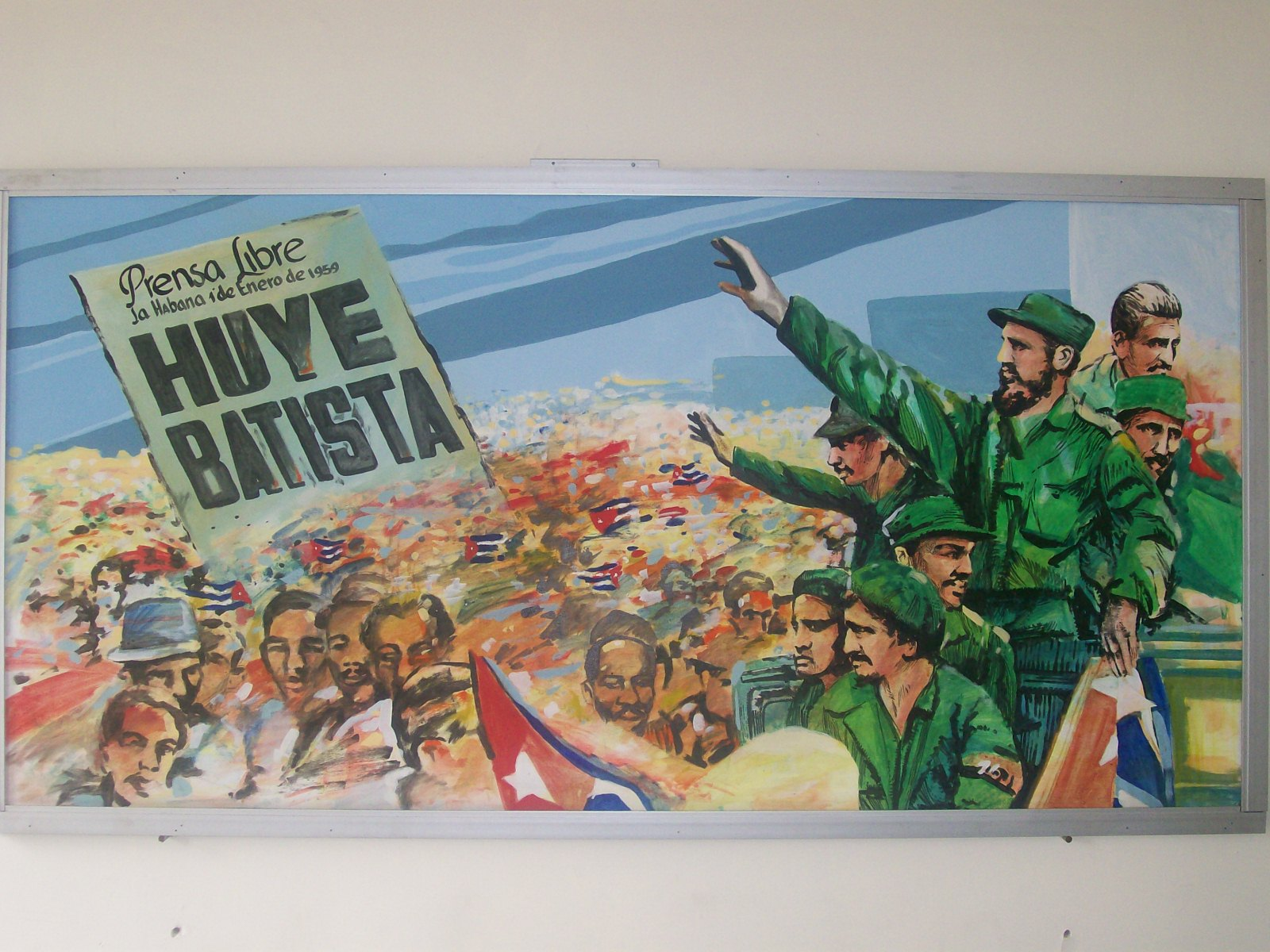
Mural representando a entrada triunfal dos "Barbudos" em Havana.
Pintura a óleo de Fidel Castro representando a Revolução Cubana.
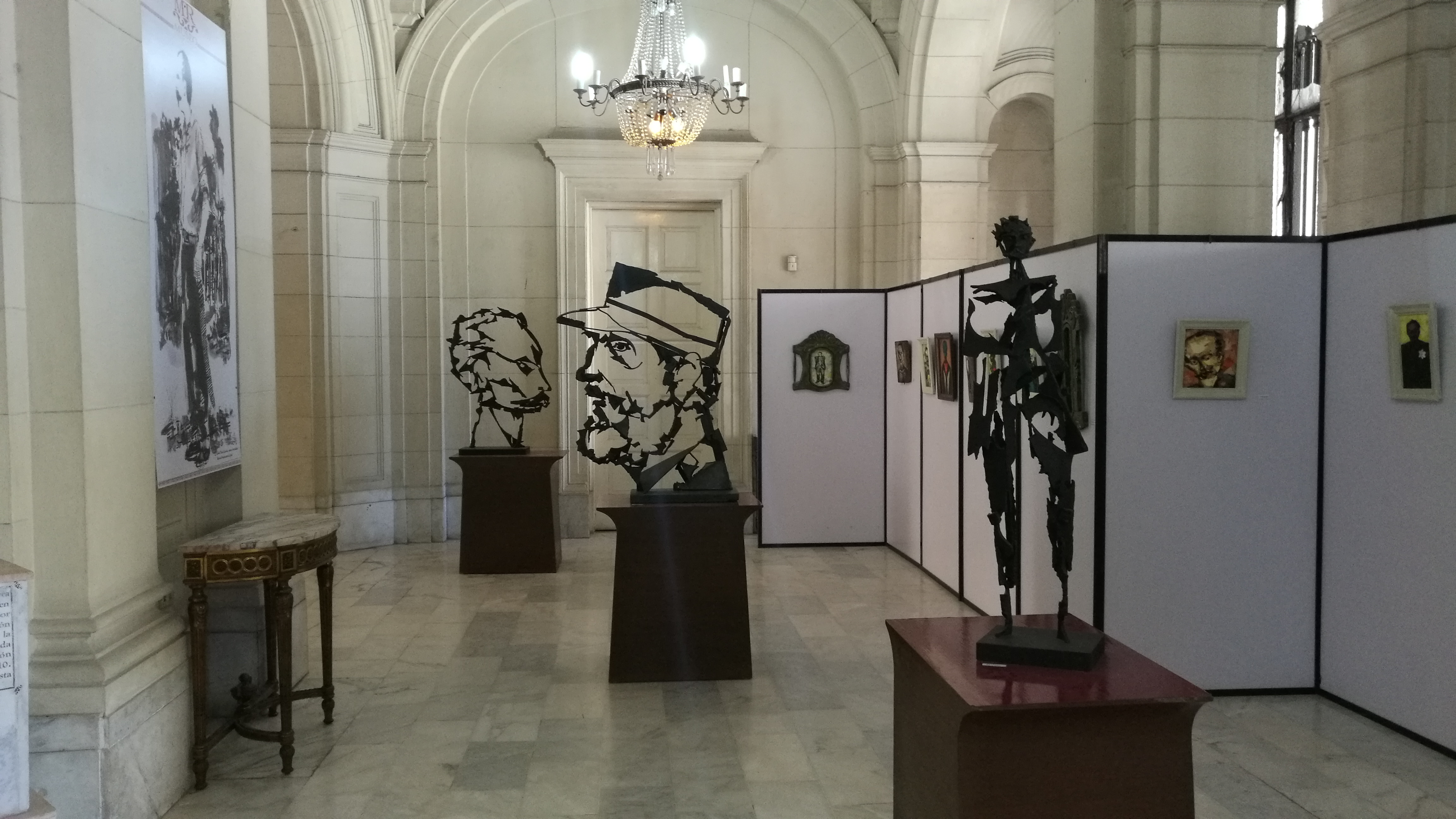
Representações artísticas de Fidel Castro e José Martí.
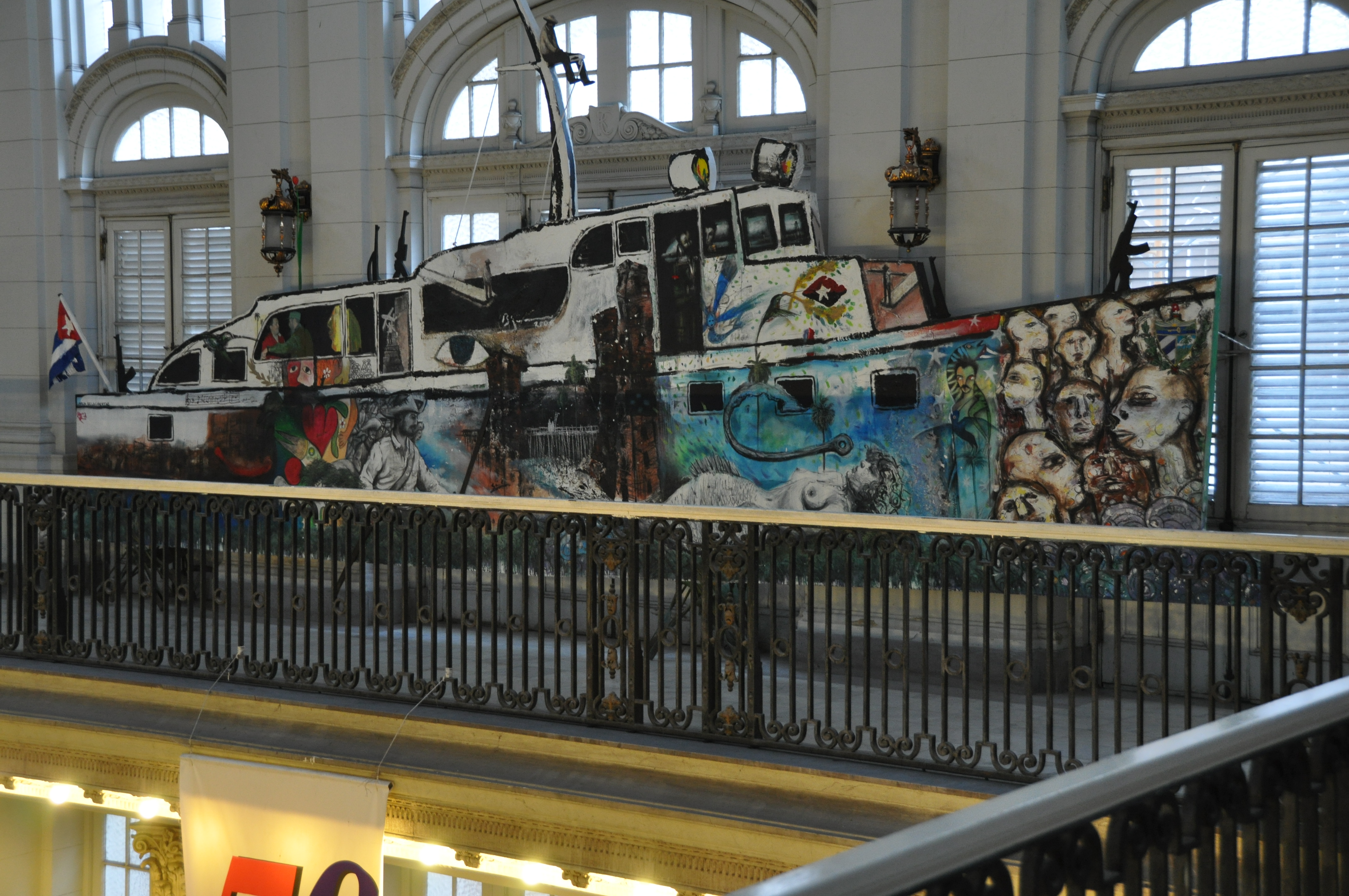
O mural Arco da Liberdade.
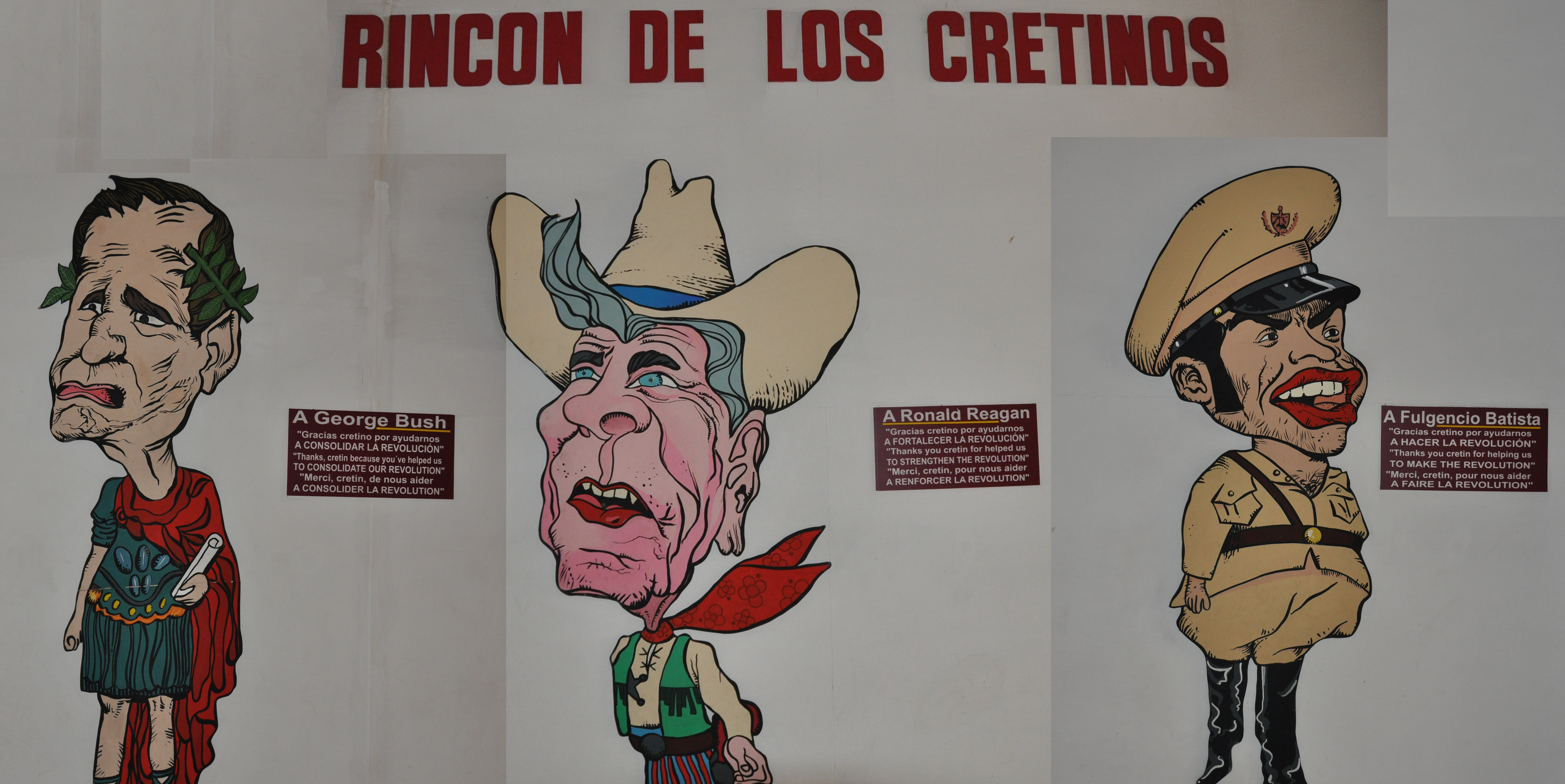
O Rincón de los Cretinos (Cantinho dos Cretinos): os presidentes George Bush, Ronald Reagan e Fulgencio Batista.

### Área externa

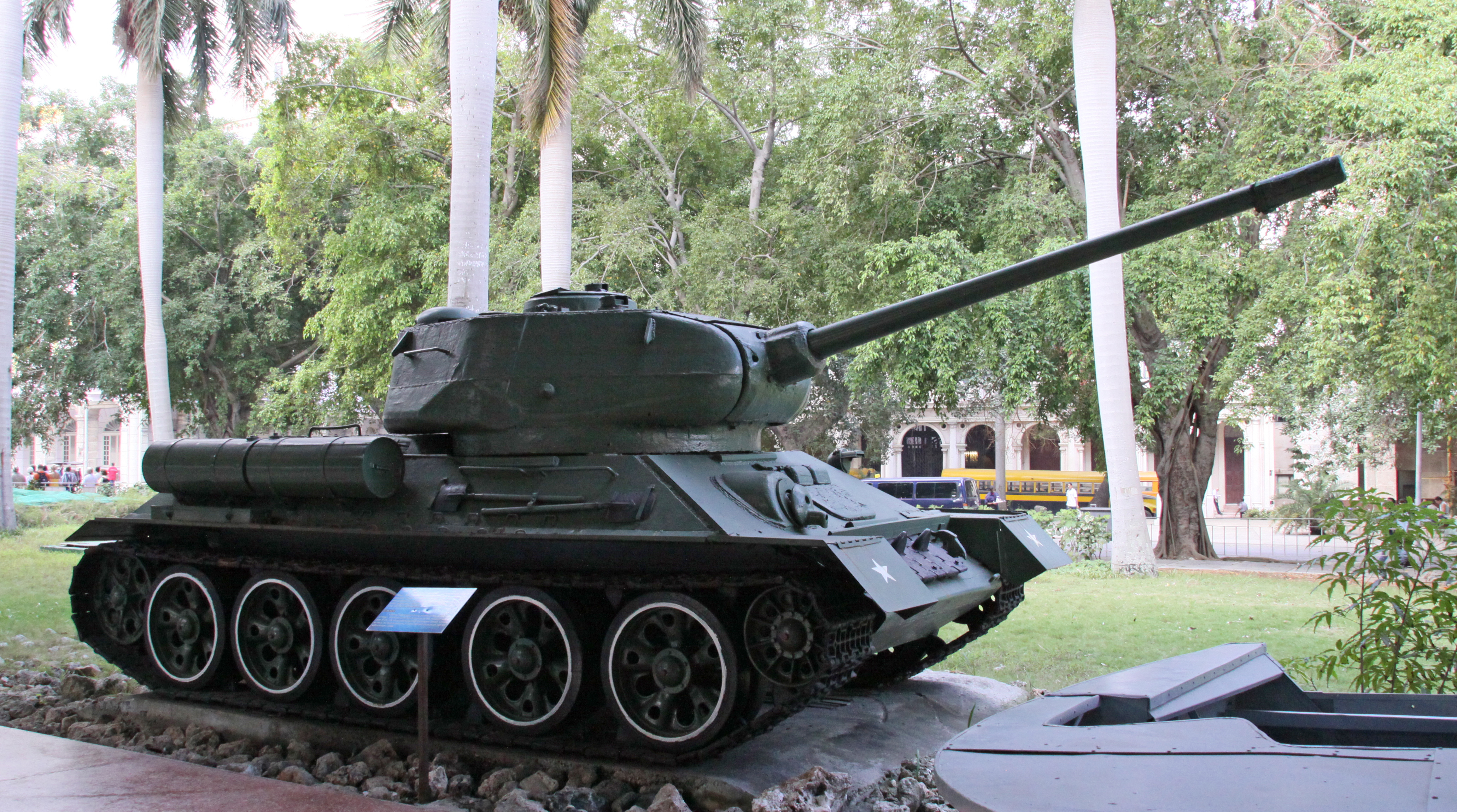
Um tanque soviético T-34-85 usado na invasão da Baía dos Porcos.
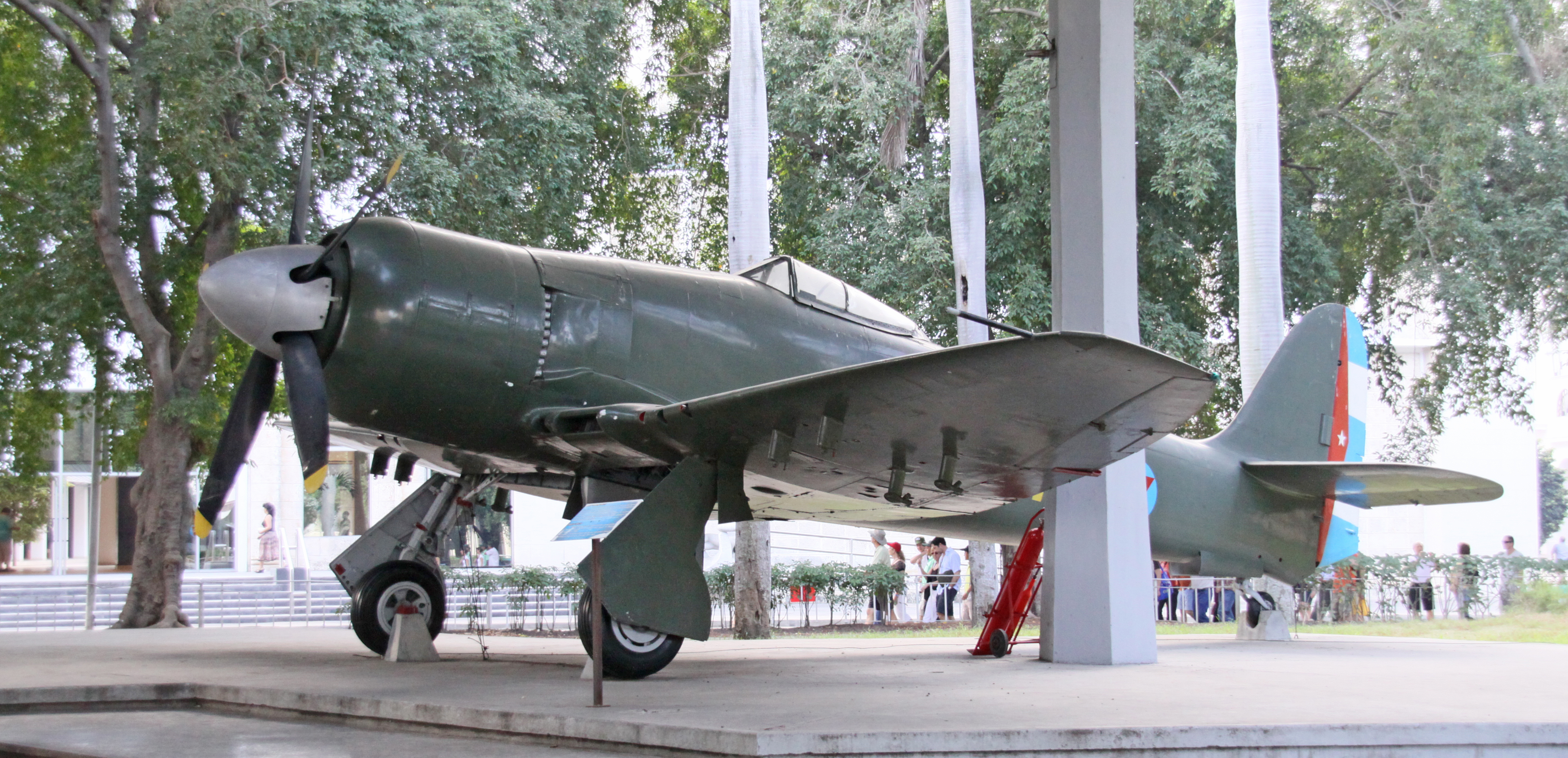
Avião Hawker Sea Fury F50 usado na invasão da Baía dos Porcos, em 1961.
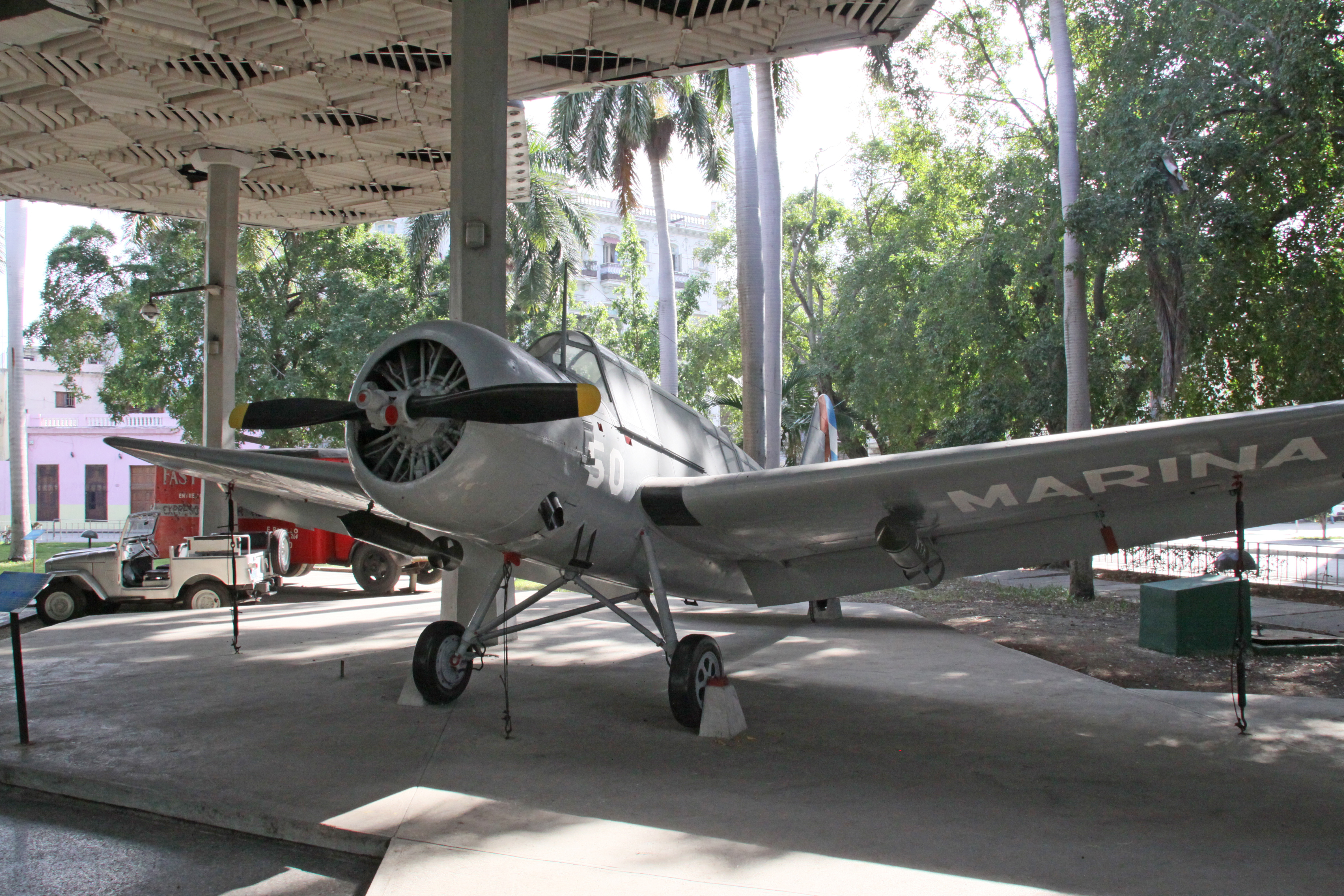
Avião Vought-Sikorsky Kingfisher da Marinha Cubana.
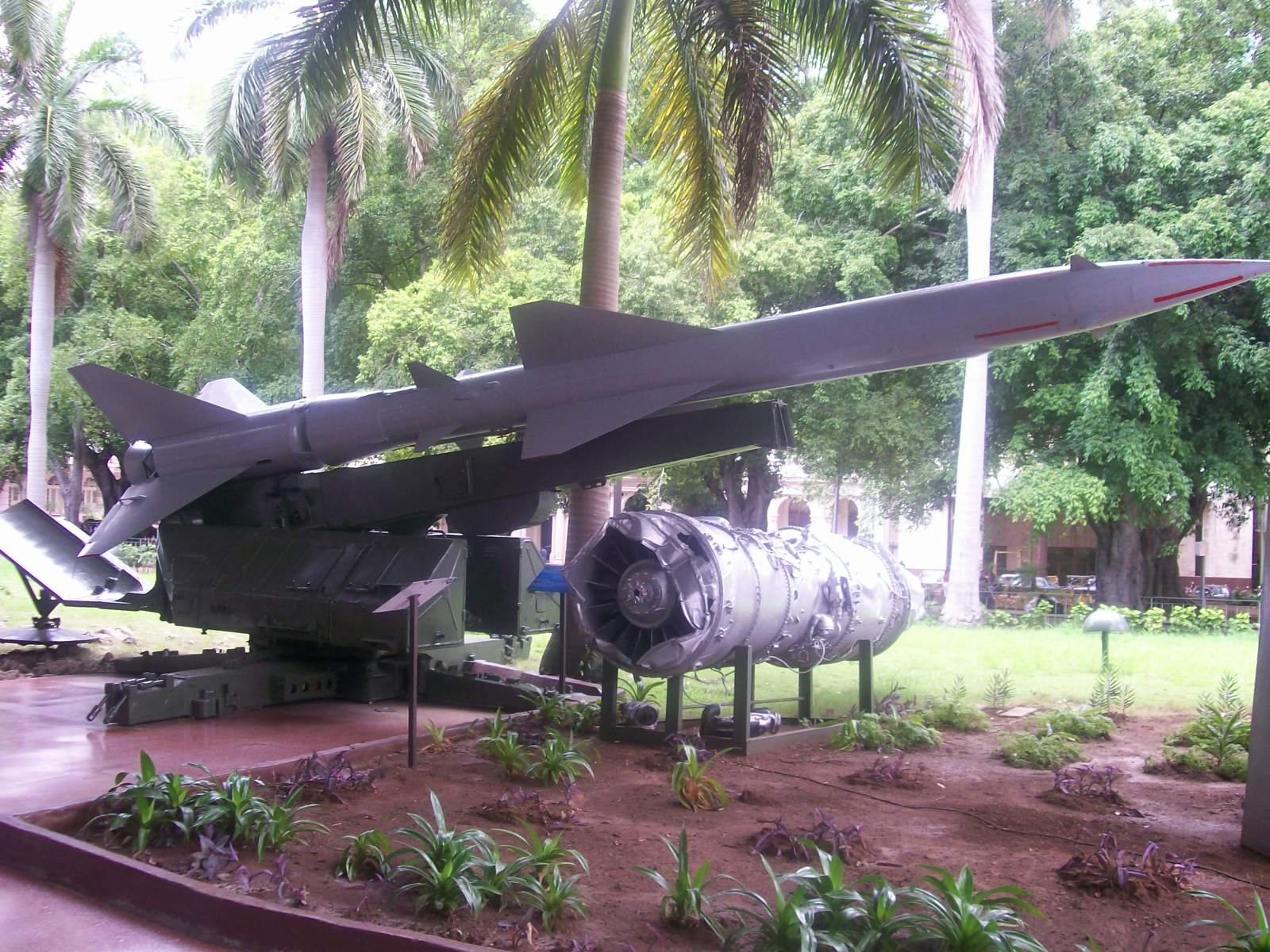
Um míssil anti-aéreo S-75 Dvina, também chamado SA-2 Guideline.
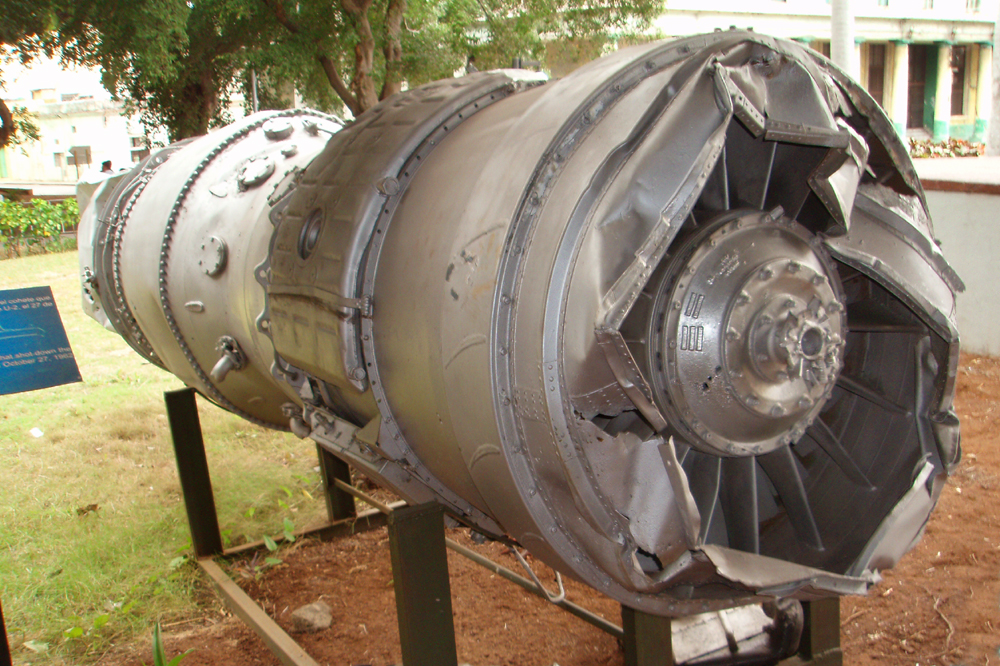
O motor do Lockheed U-2 abatido sobre Cuba durante a Crise dos Mísseis, em 1962.

### Memorial Granma

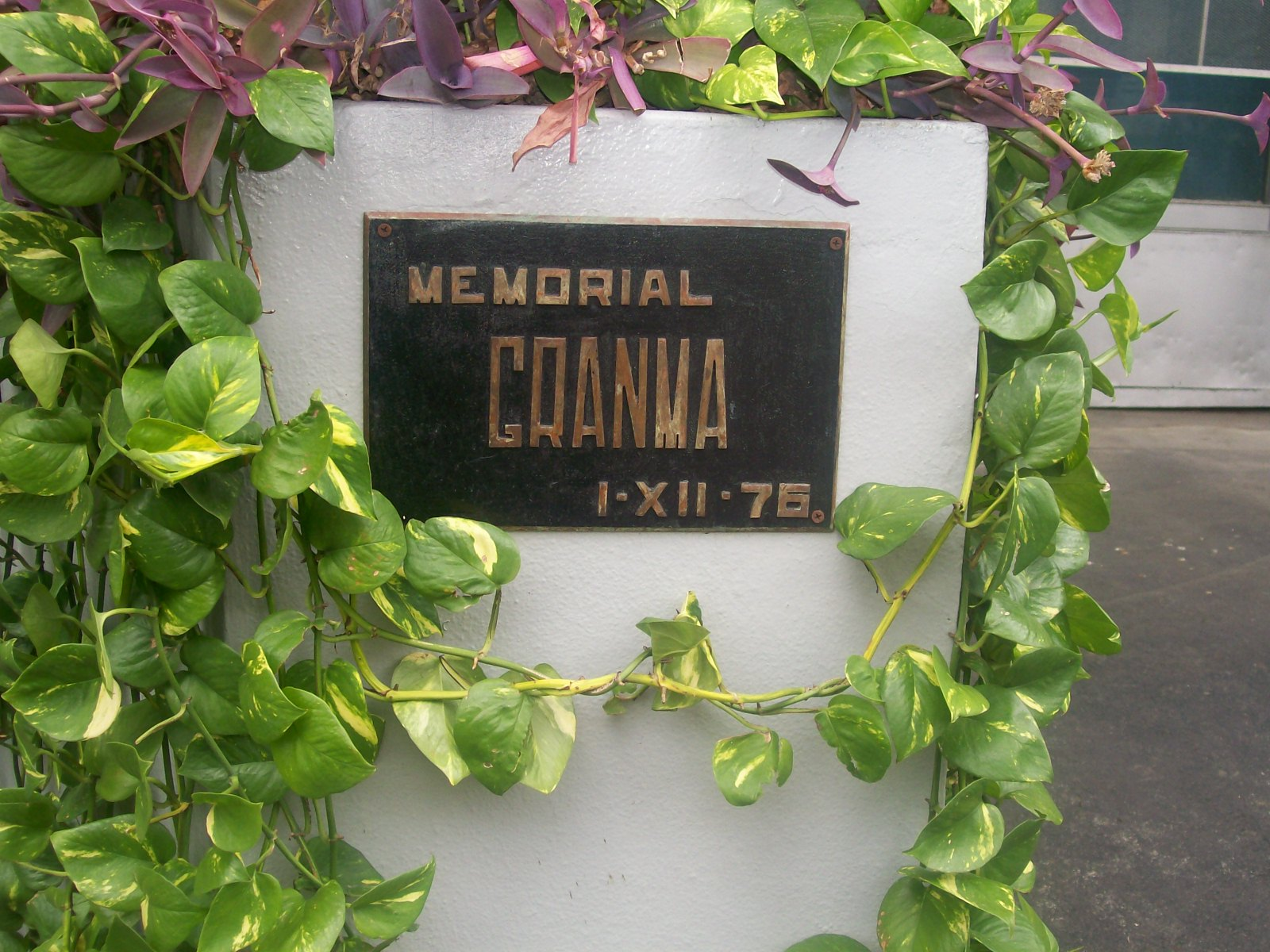
A placa do Memorial Granma.
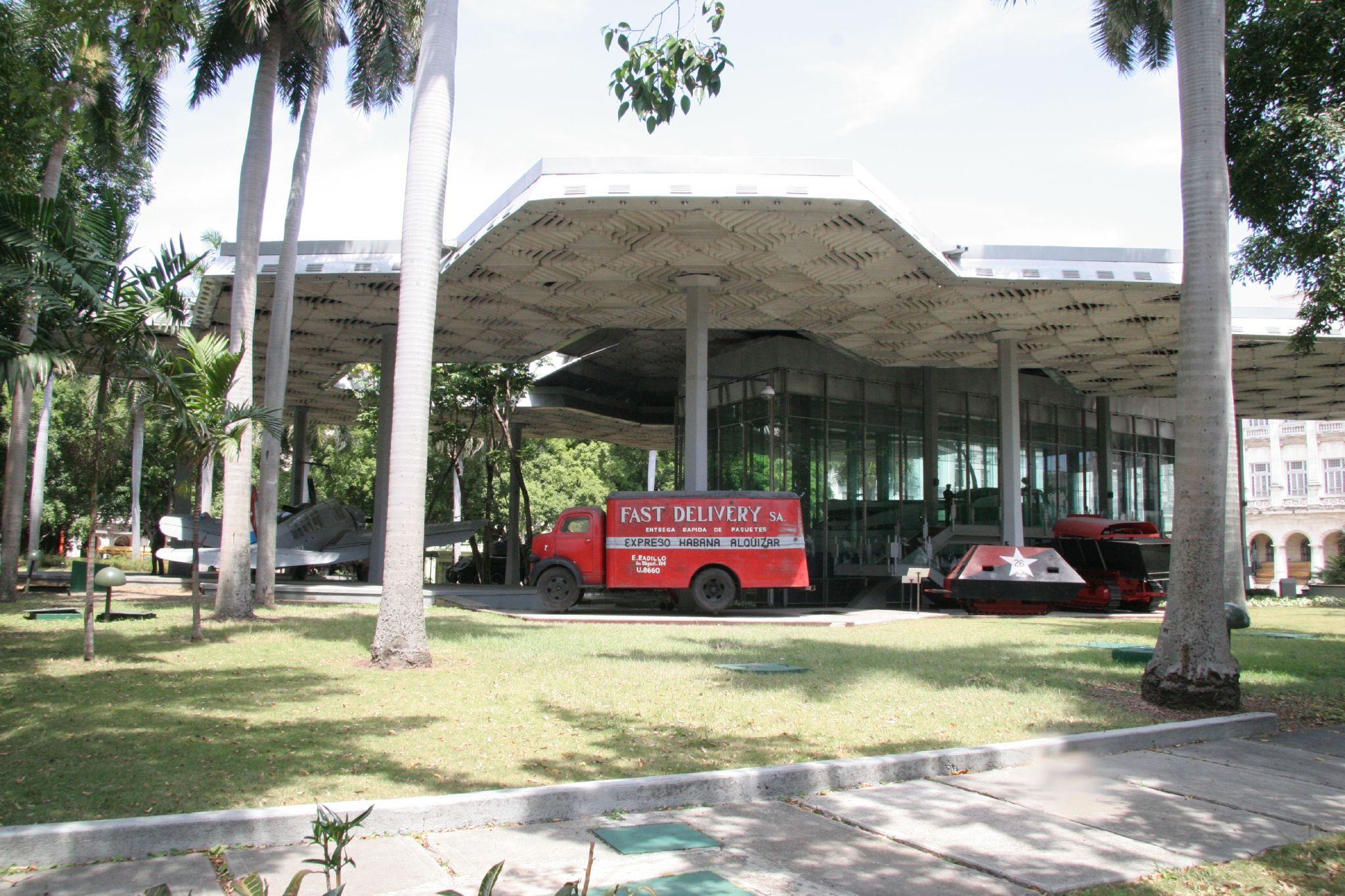
O edifício do Memorial Granma.
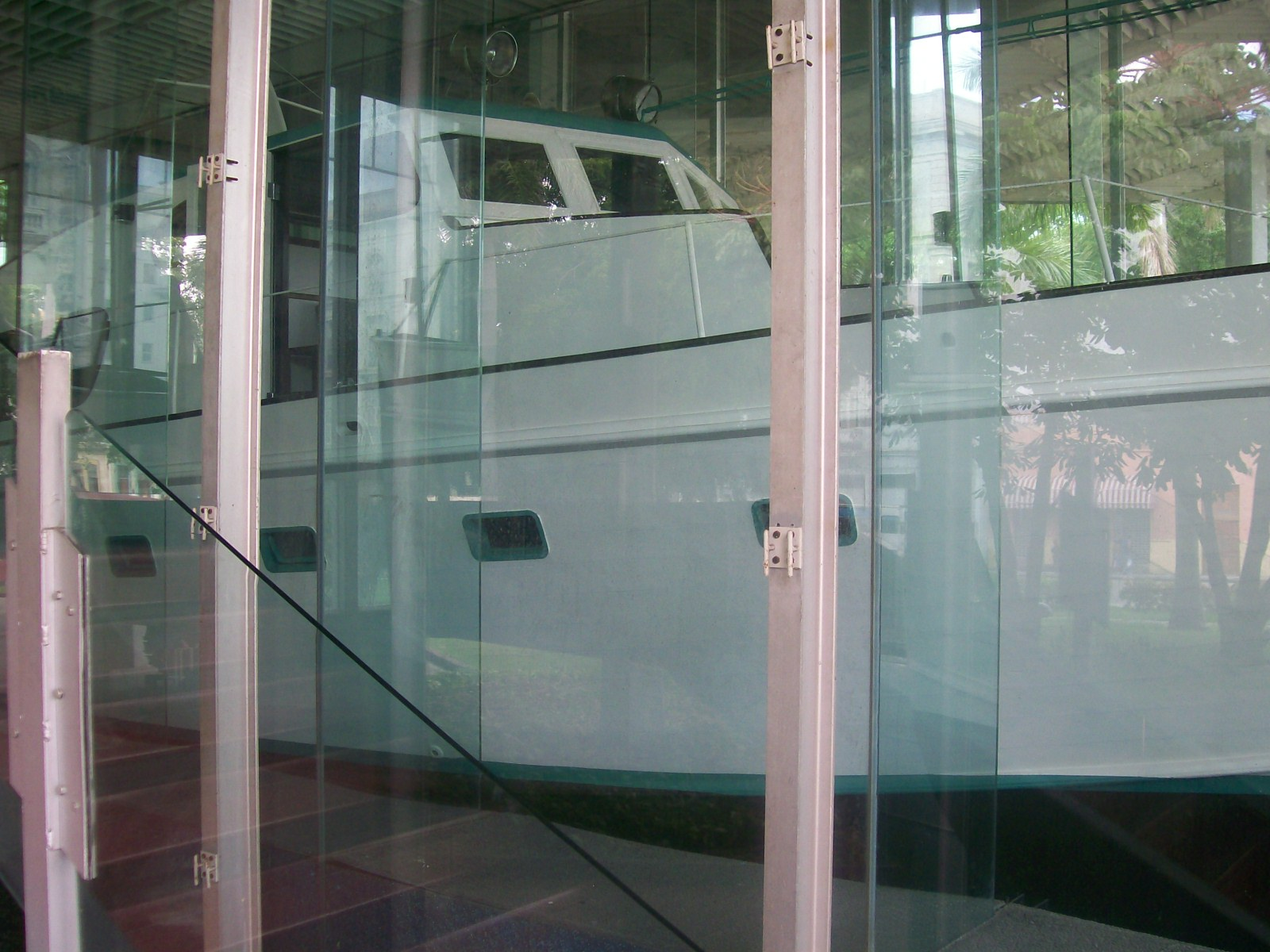
O iate Granma em exposição.
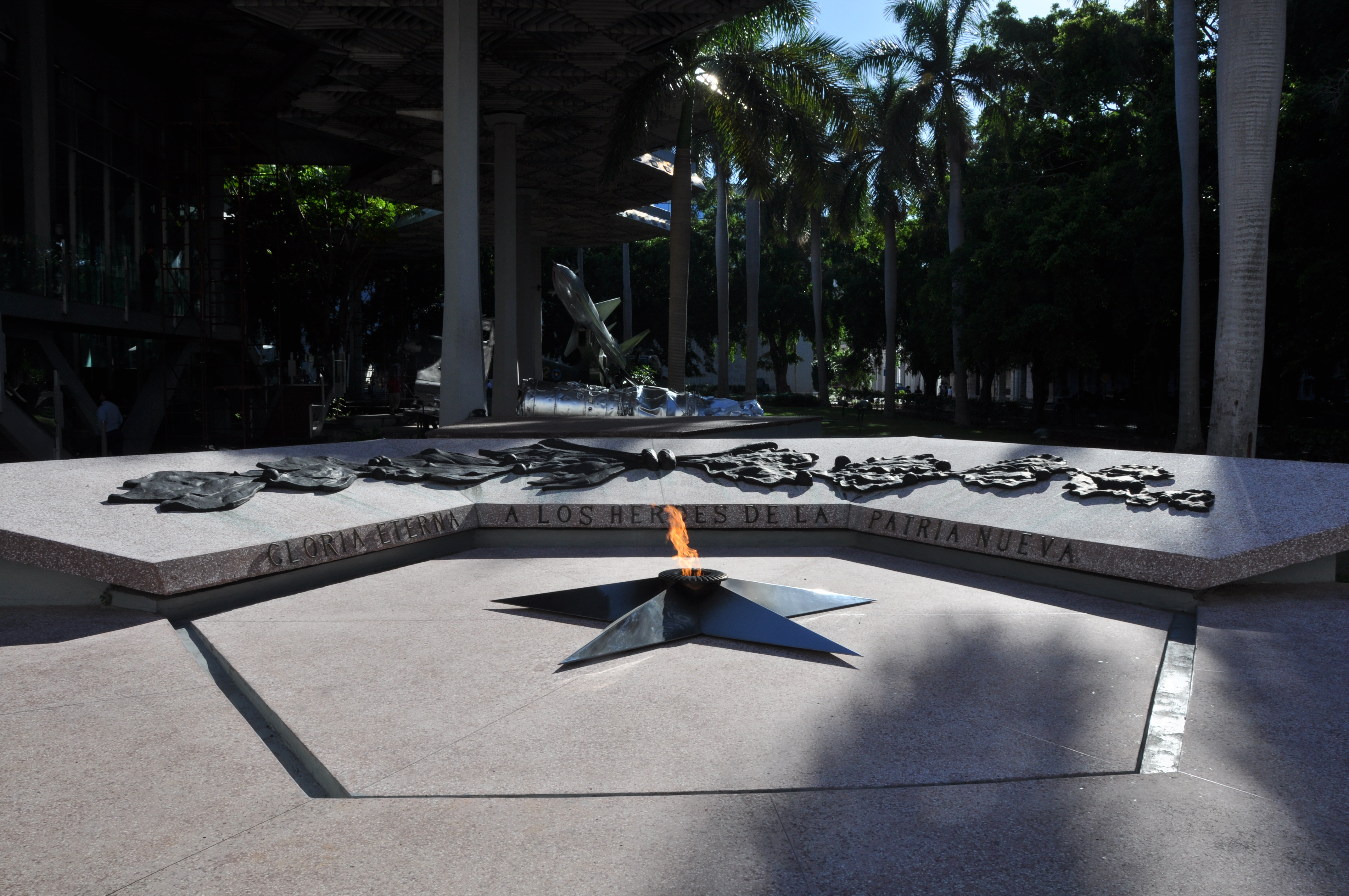
A Chama Eterna no Memorial Granma aos heróis da Revolução.
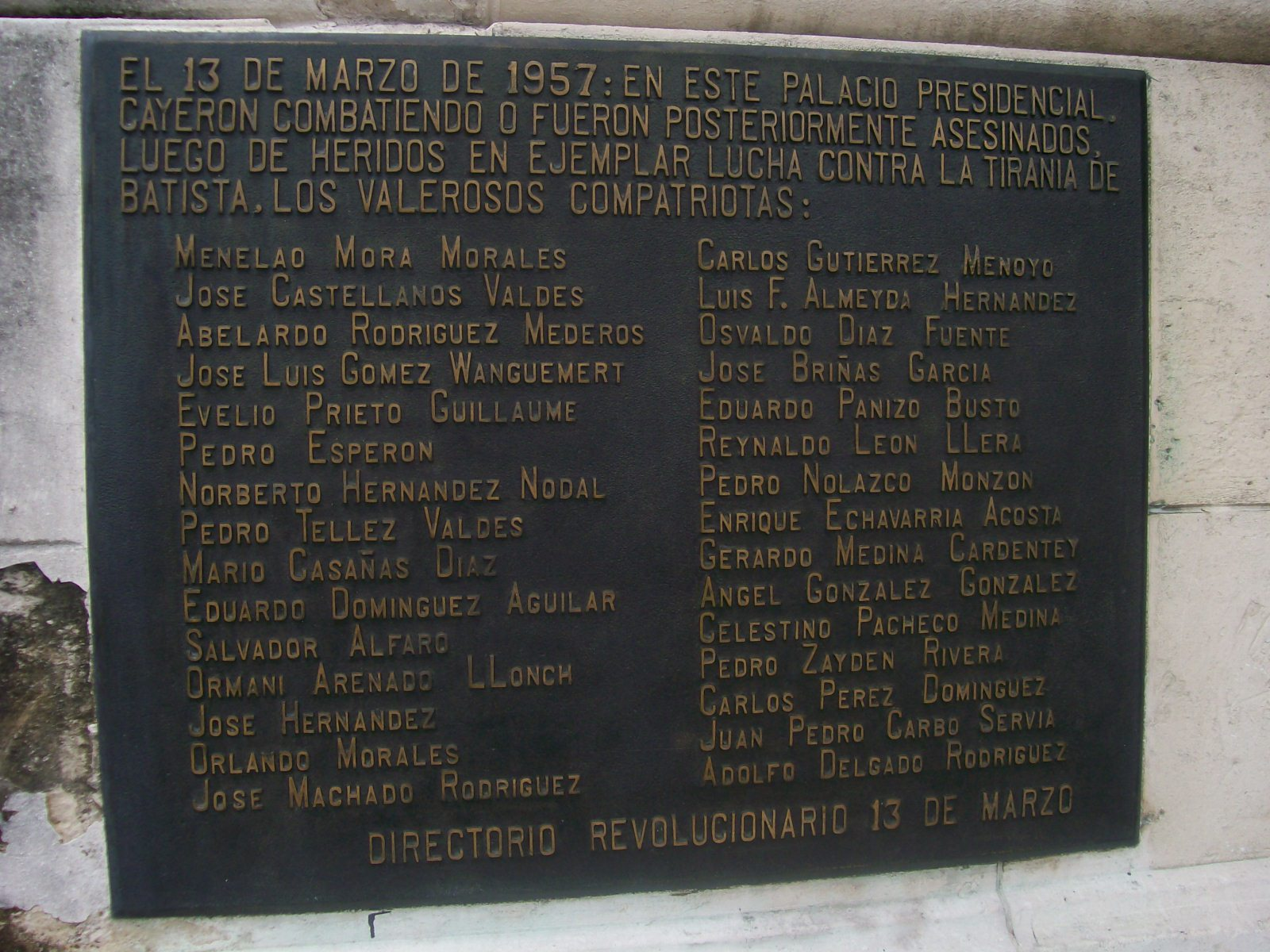
Placa memorial aos guerrilheiros mortos do Granma.

## Edifício
O Palácio Presidencial começou a ser construído em 1909 e foi inaugurado em 31 de janeiro de 1920. No térreo do edifício, uma sala é dedicada à Cuba contemporânea, abrangendo o período de 1990 até o presente. Há também um espaço dedicado aos eventos mais importantes que ocorreram durante os 45 anos em que o edifício serviu como Palácio Presidencial e à história de sua transformação em museu. De 1959 a 1965, o edifício abrigou o Governo e o Conselho de Ministros e, em 1965, o Comitê Central do Partido Comunista de Cuba (PCC) foi formado no ainda Palácio Presidencial. Em 1974, tornou-se um museu dedicado à Revolução Cubana e, dois anos depois, testemunhou a aprovação da Constituição de 1976.
A opulência do edifício contrasta com o entorno. Um exemplo é a escadaria principal, em mármore de Carrara. As paredes externas são de pedra e as internas, de concreto armado. A cúpula de azulejos policromados tem com acabamento em terracota e seus quatro pendentes não faziam parte do projeto original; tendo sido decorados por Esteban Valderrama e Mariano Miguel González. A decoração interior foi feita pelo Tiffani Studios com peças dos renomados artistas cubanos Armando Menocal e Antonio Rodríguez Morey. Os destaques incluem o Salón de los Espejos, uma réplica do Salão dos Espelhos do Palácio de Versalhes, e o Salón Dorado (Salão Dourado), feito de mármore amarelo com relevos dourados nas paredes. Quatro telas de Esteban Valderrama e Mariano Miguel González montadas em folhas de ouro 18 quilates decoram as paredes.

### Área externa

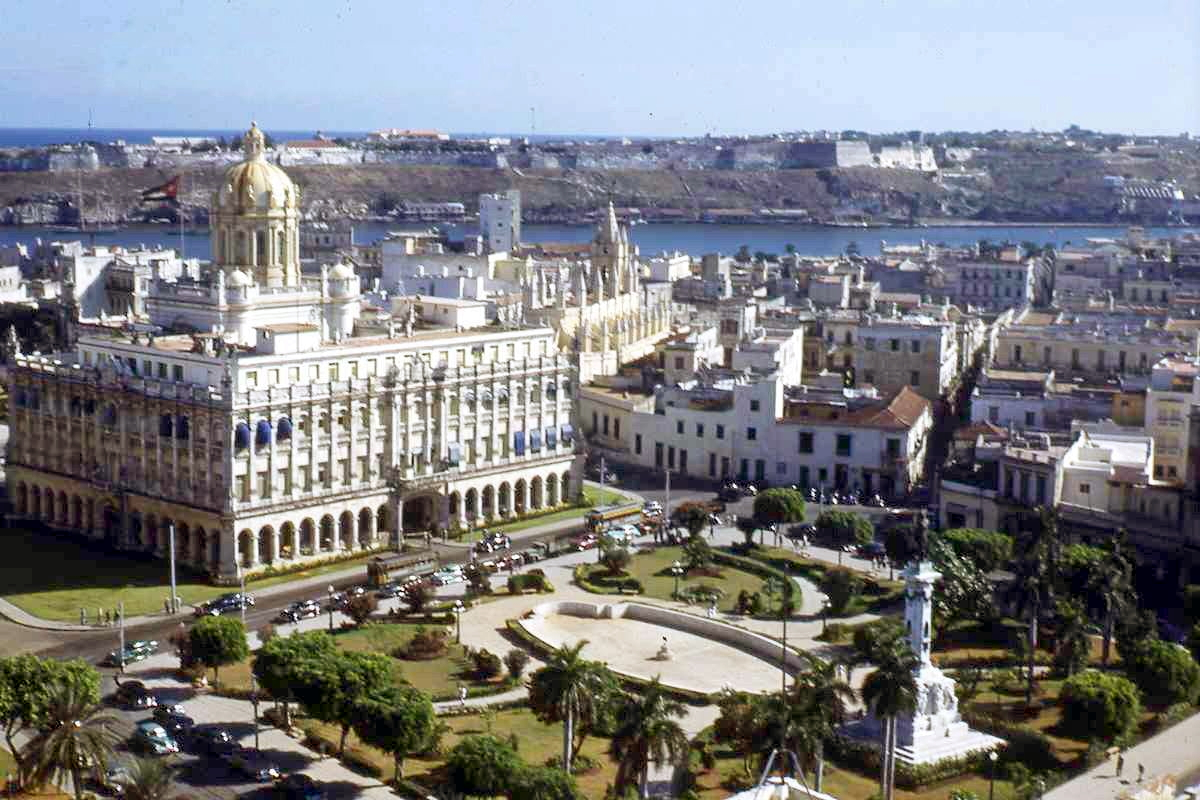
O Palácio Presidencial e o Parque Alfredo Zayas em 1926.
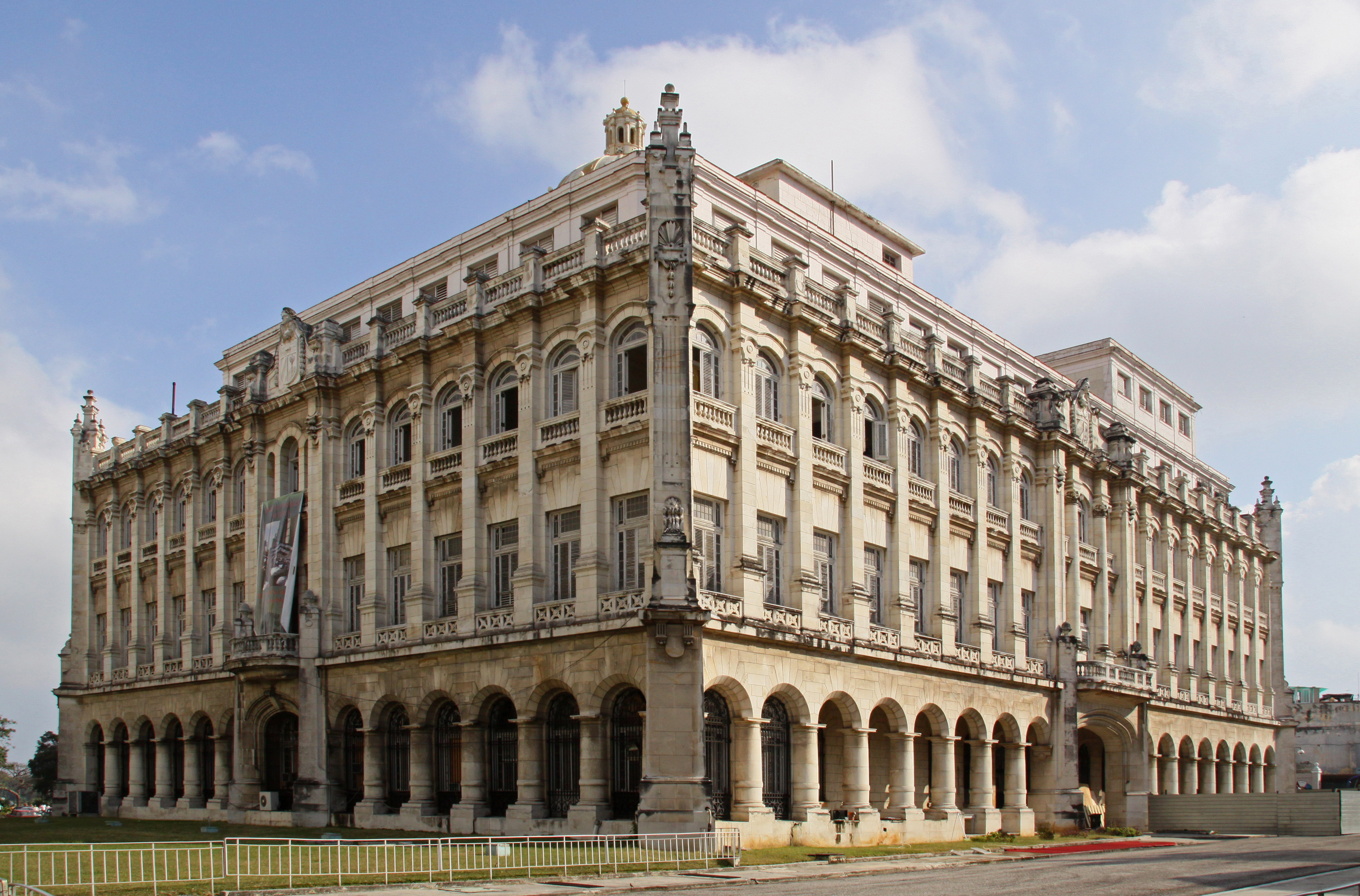
Lateral do edifício.
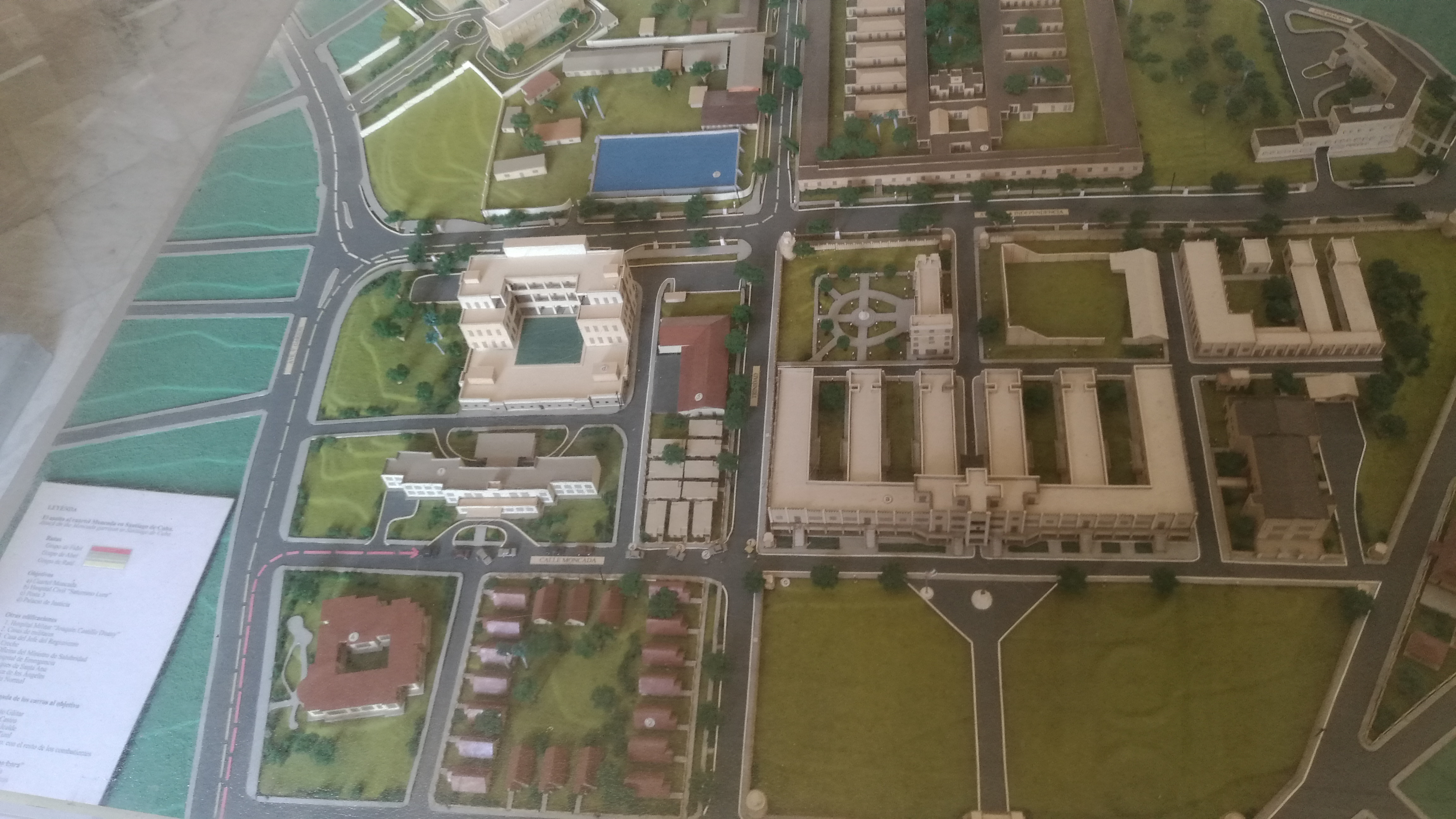
Maquete do bairro.
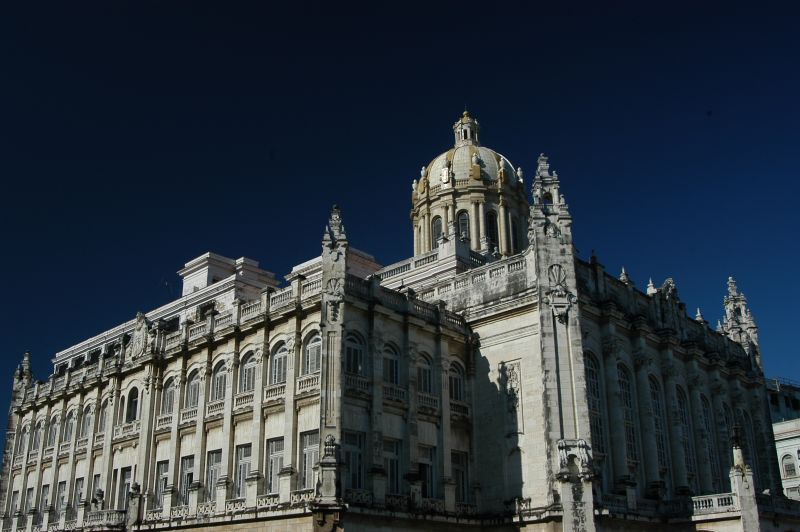
Vista com o domo do edifício.
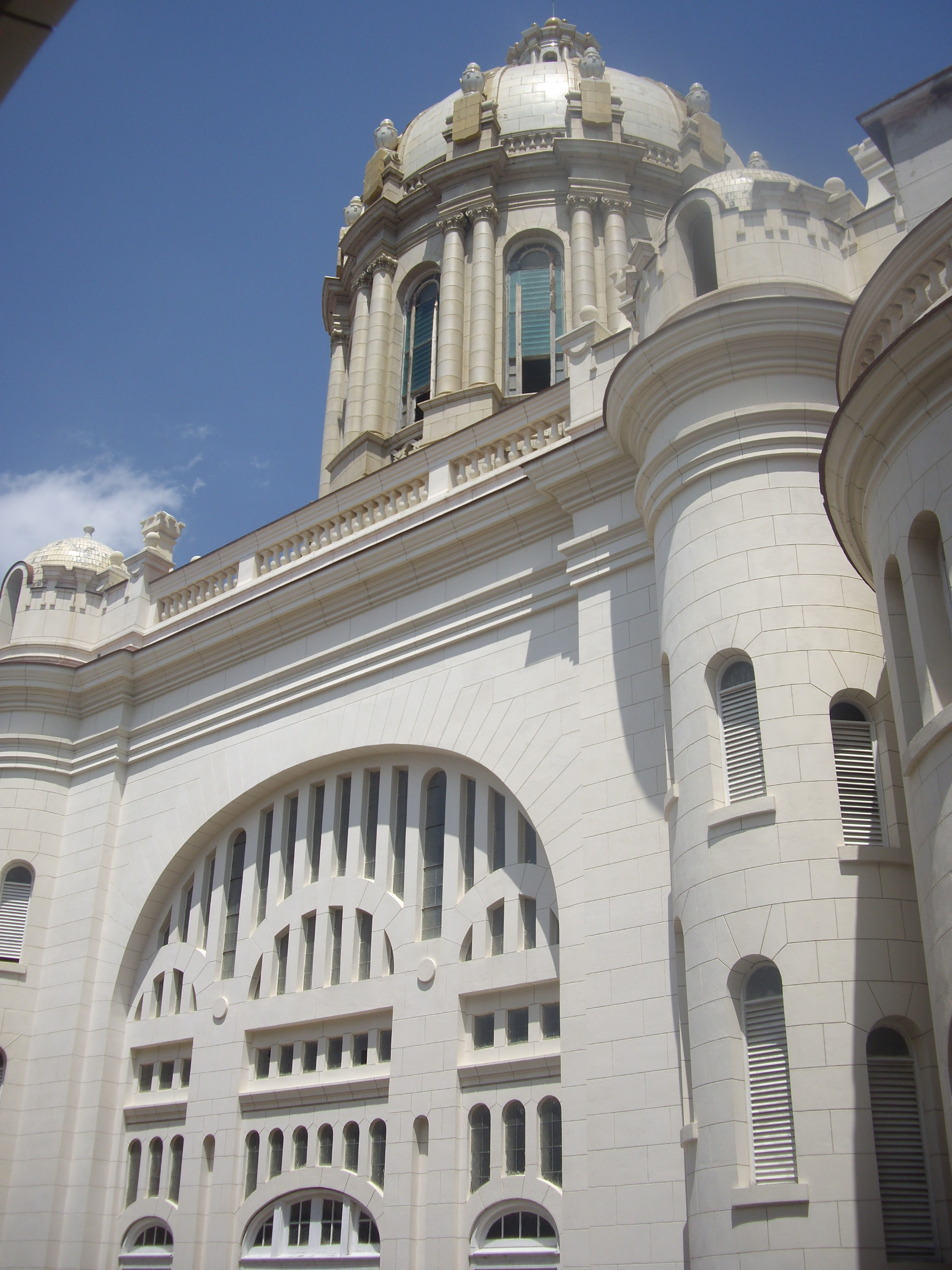
O domo visto pelo pátio interior.
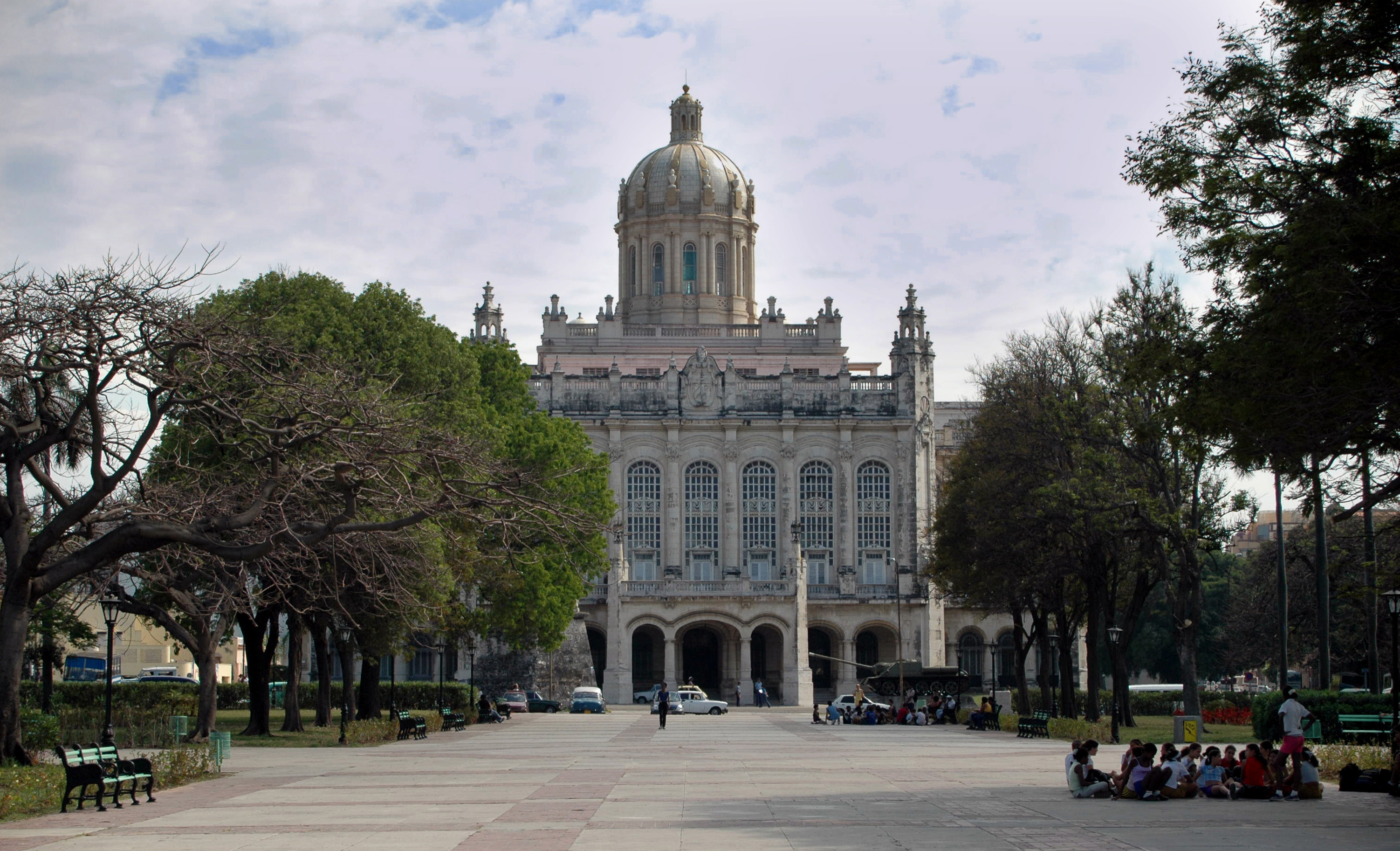
Vista da fachada à distância.
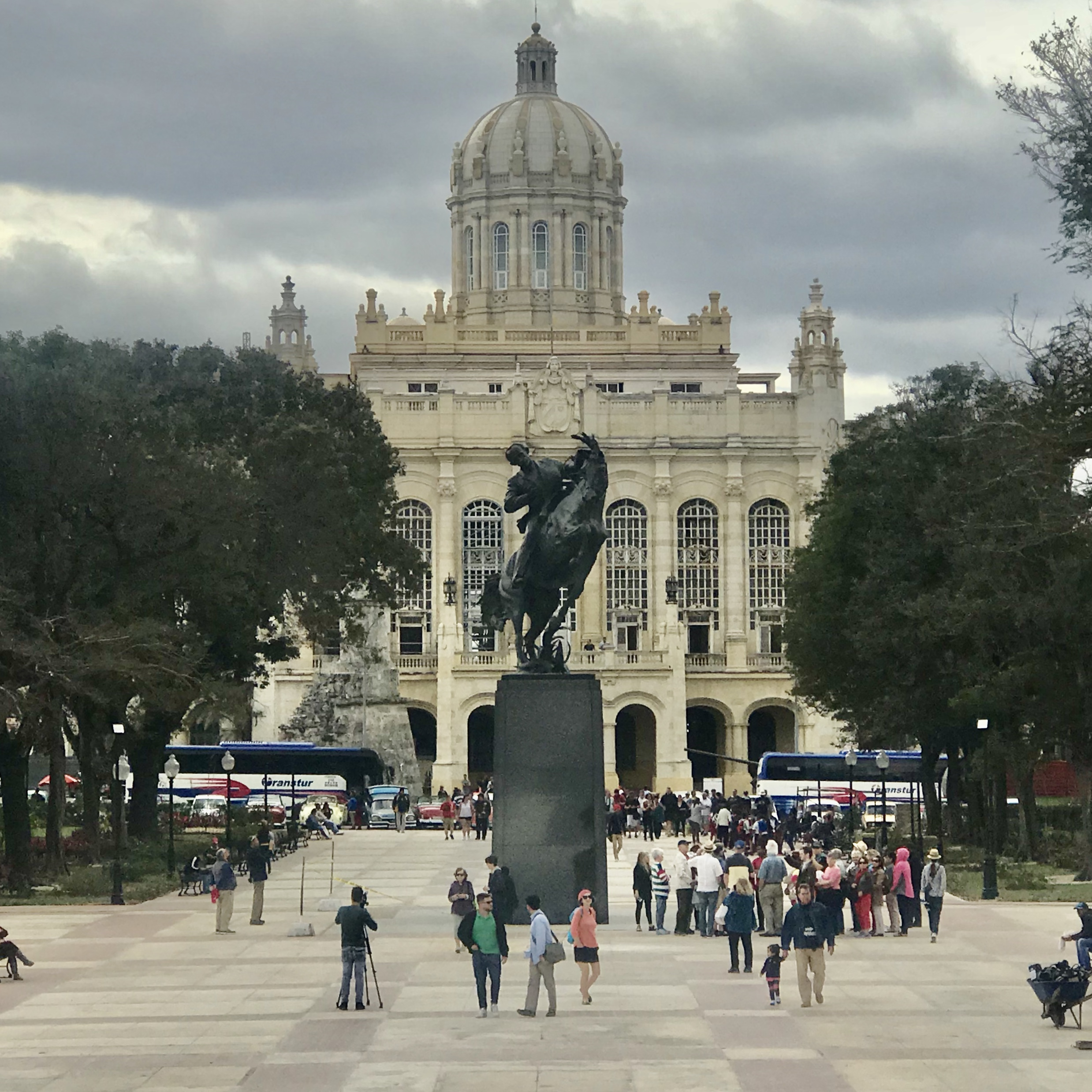
Estátua equestre do José Martí sendo atingido.
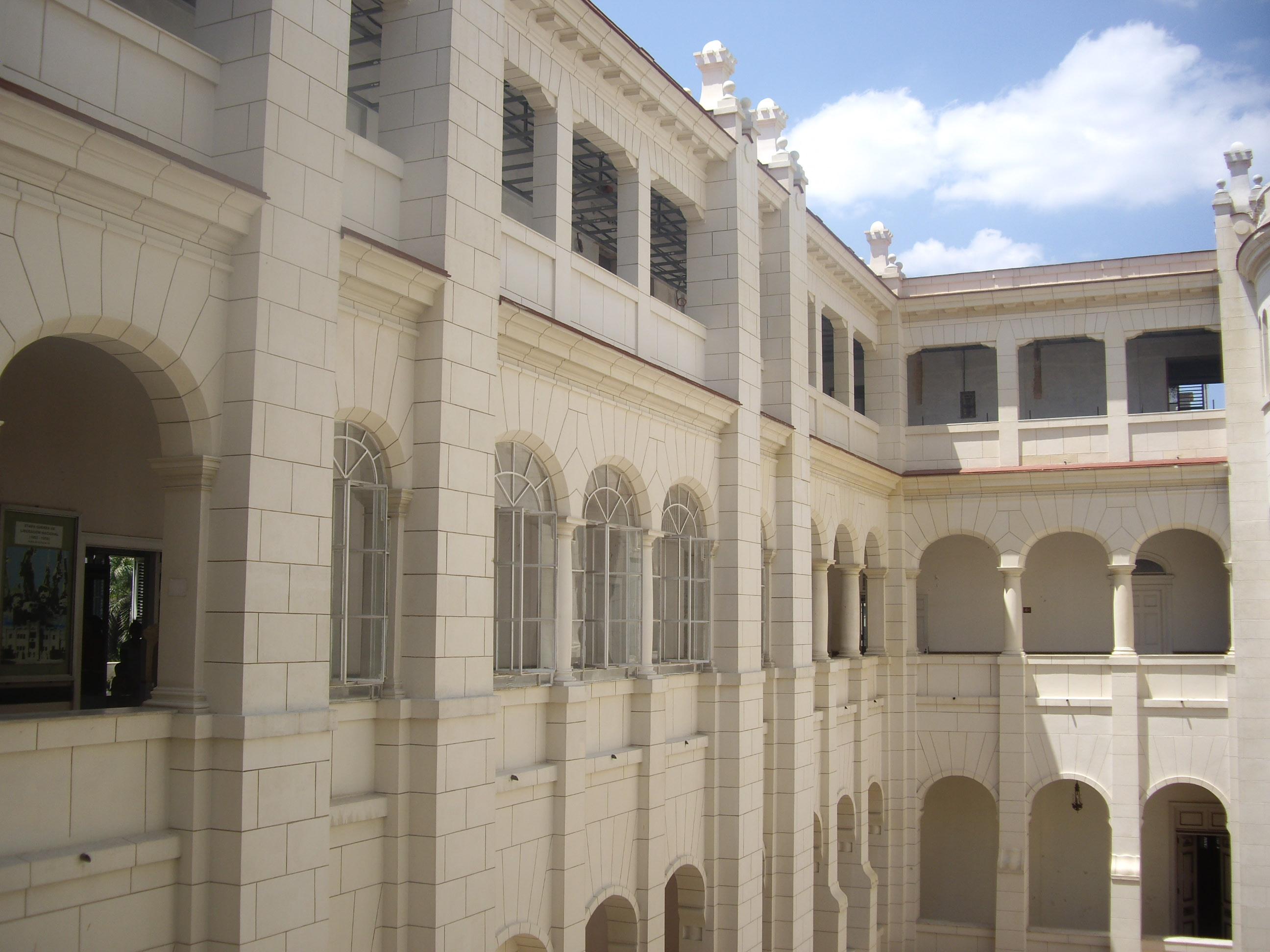
Vista do pátio interior.

### Área interna

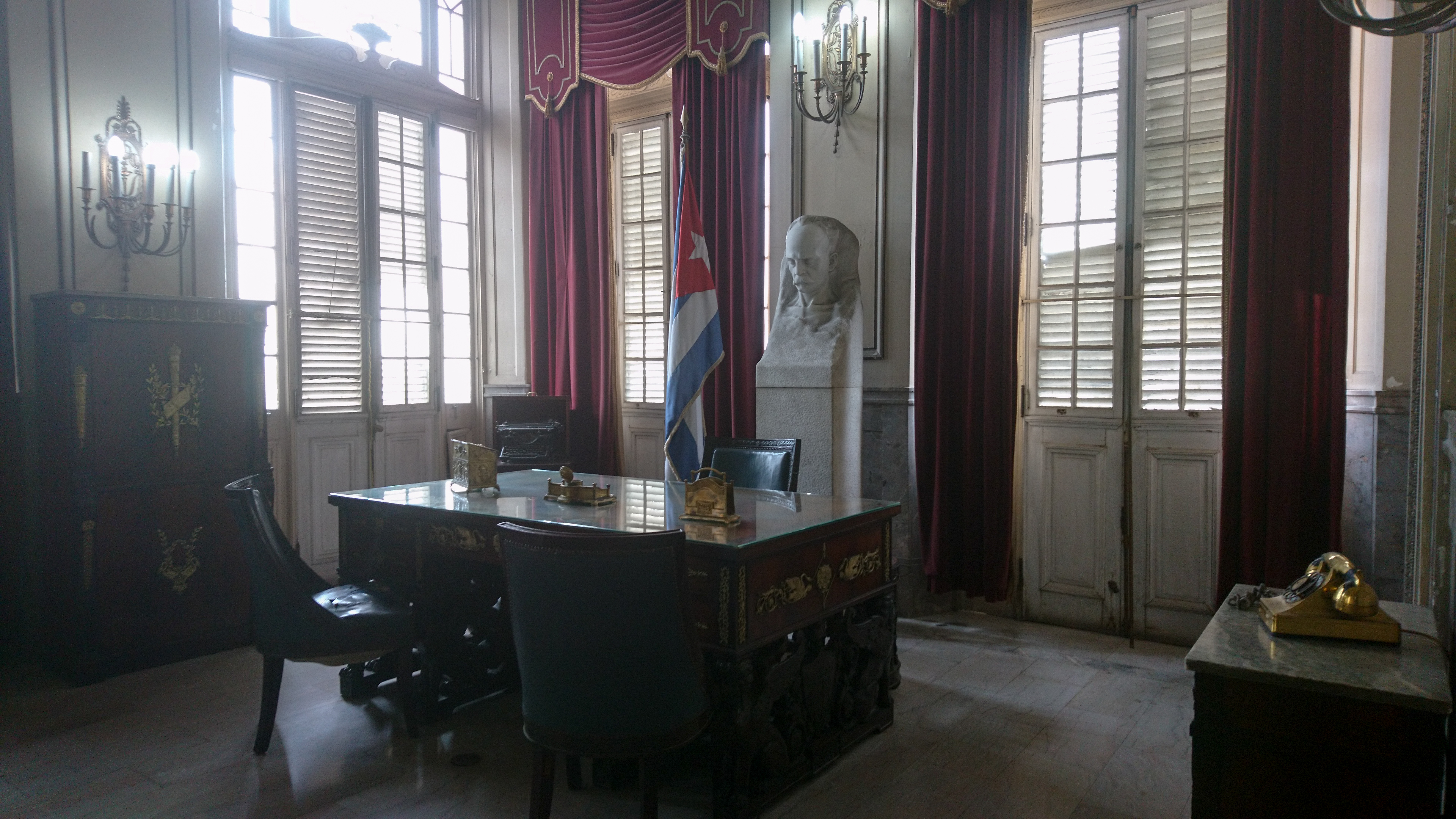
Sala principal com o busto de José Martí, a bandeira de Cuba e o telefone dourado de Fulgencio Batista.
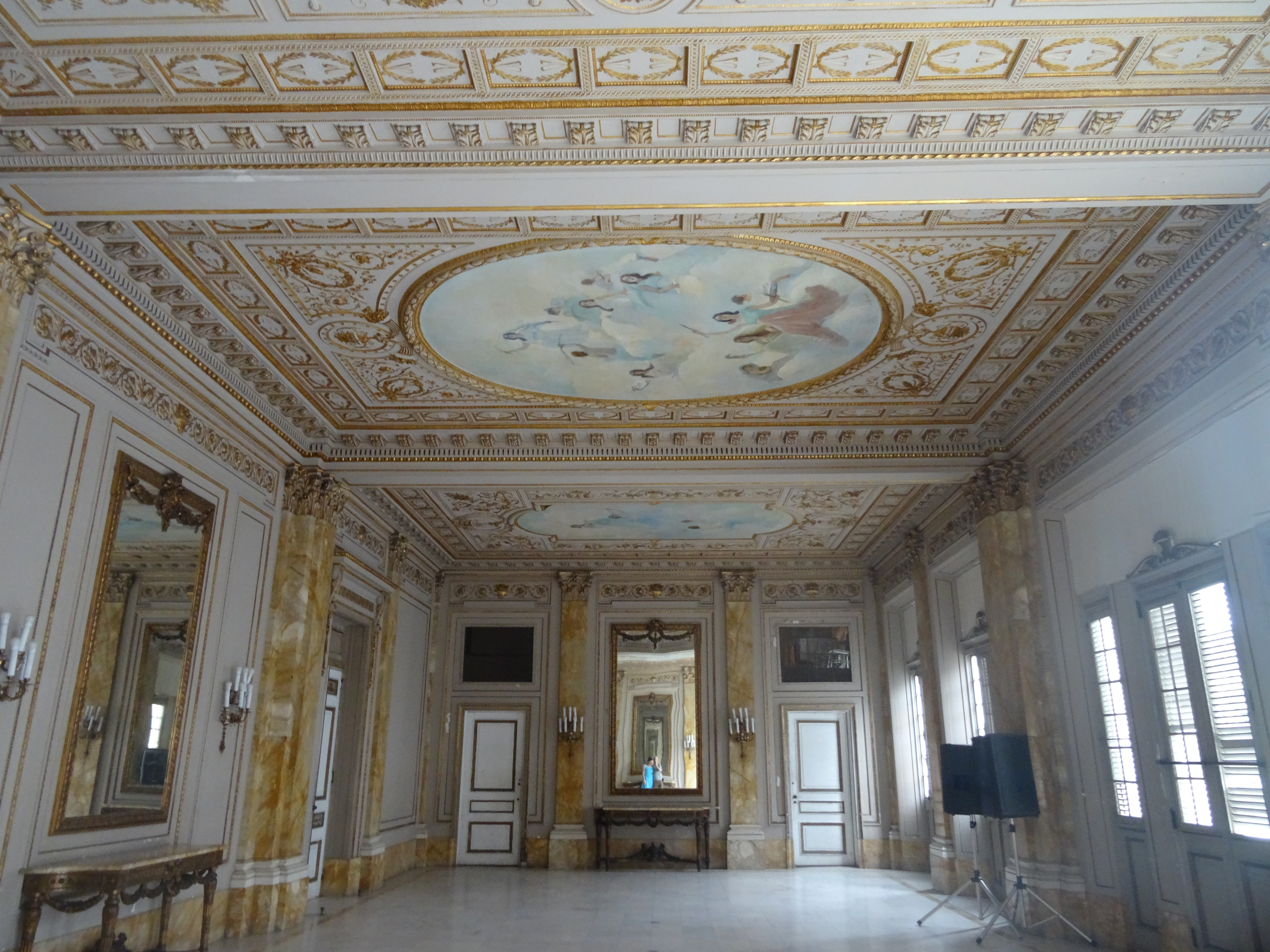
O Salão Dourado Luís XVI.
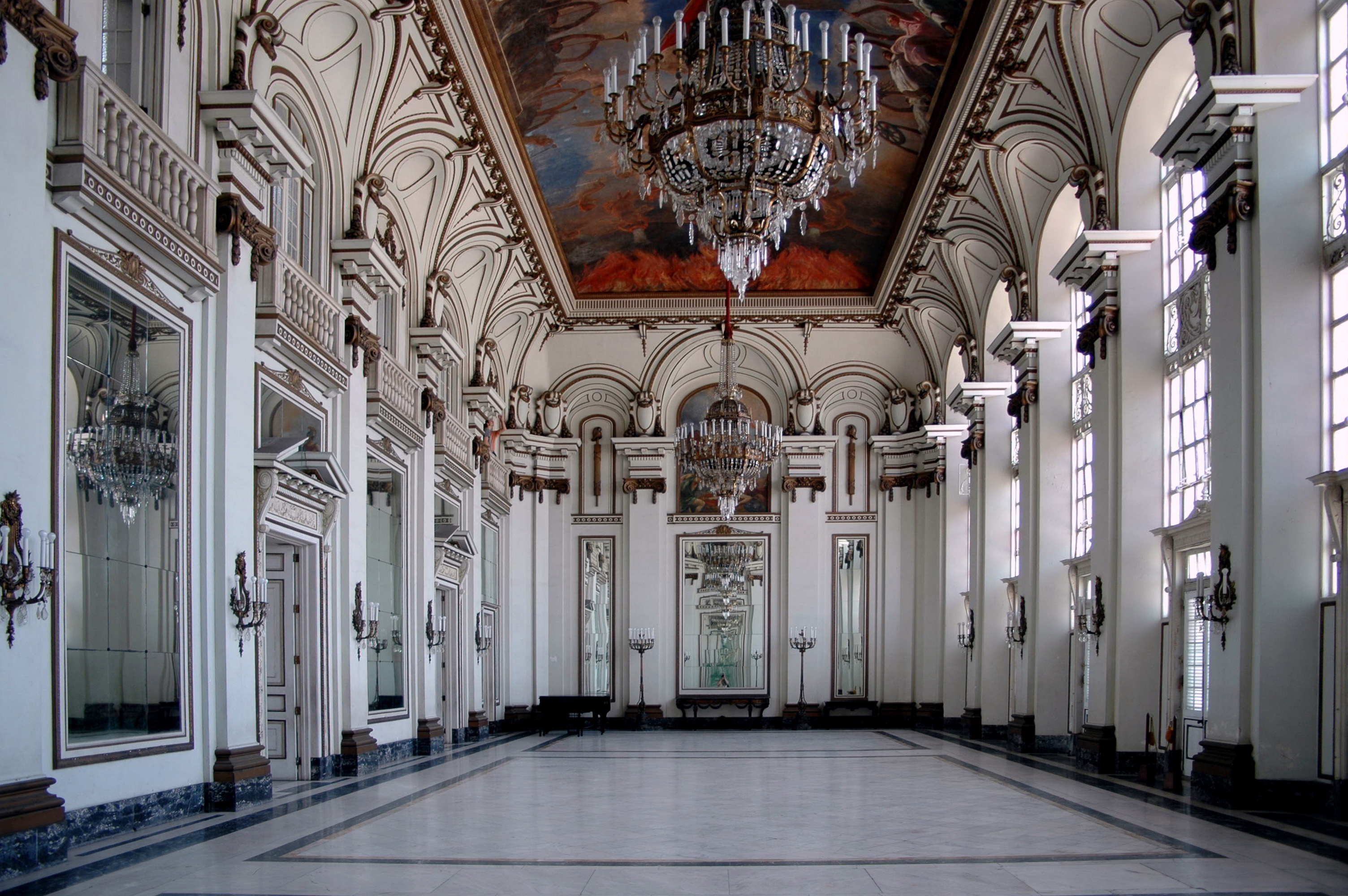
O Salão dos Espelhos.
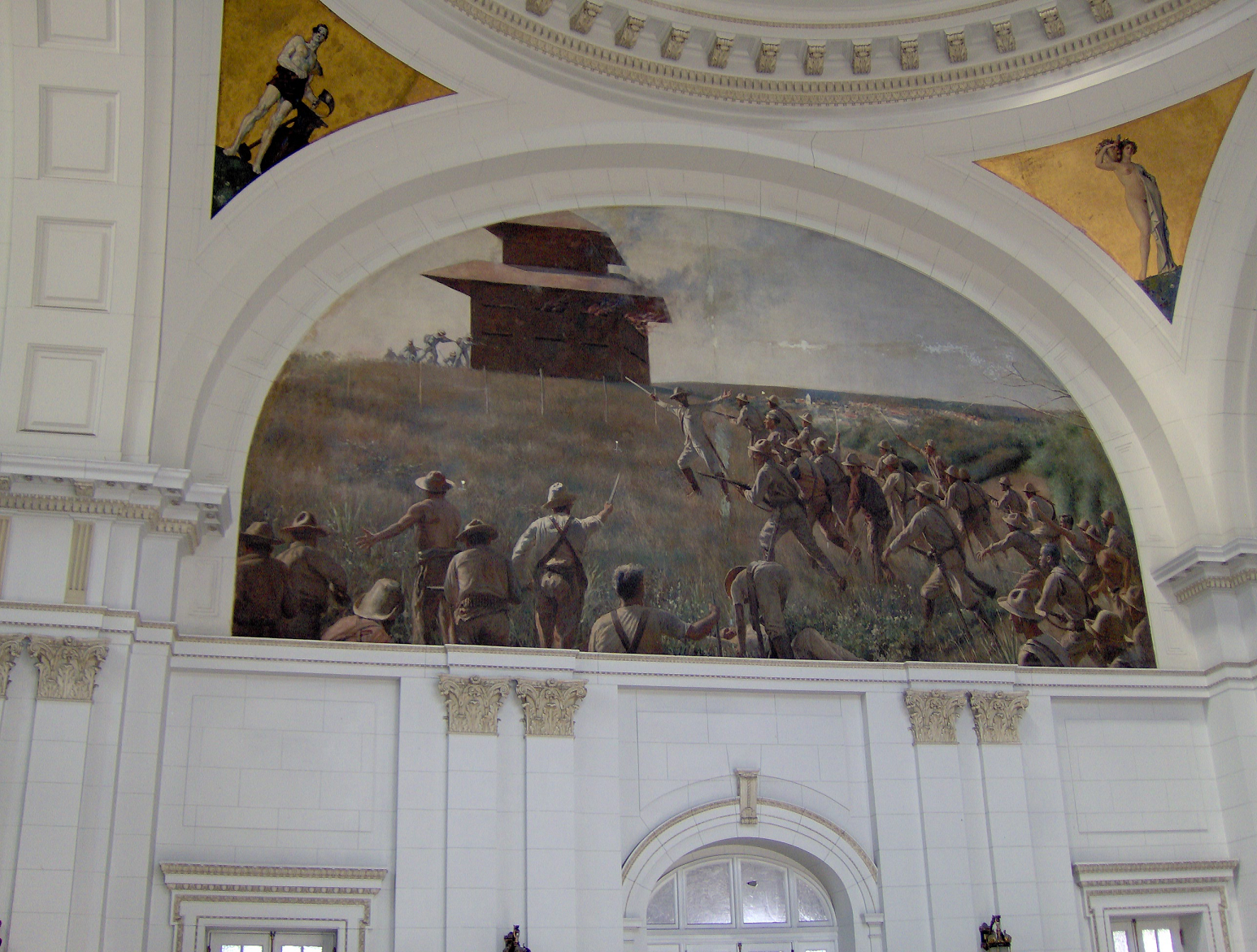
Pintura de um ataque cubano durante a Guerra de Independência.
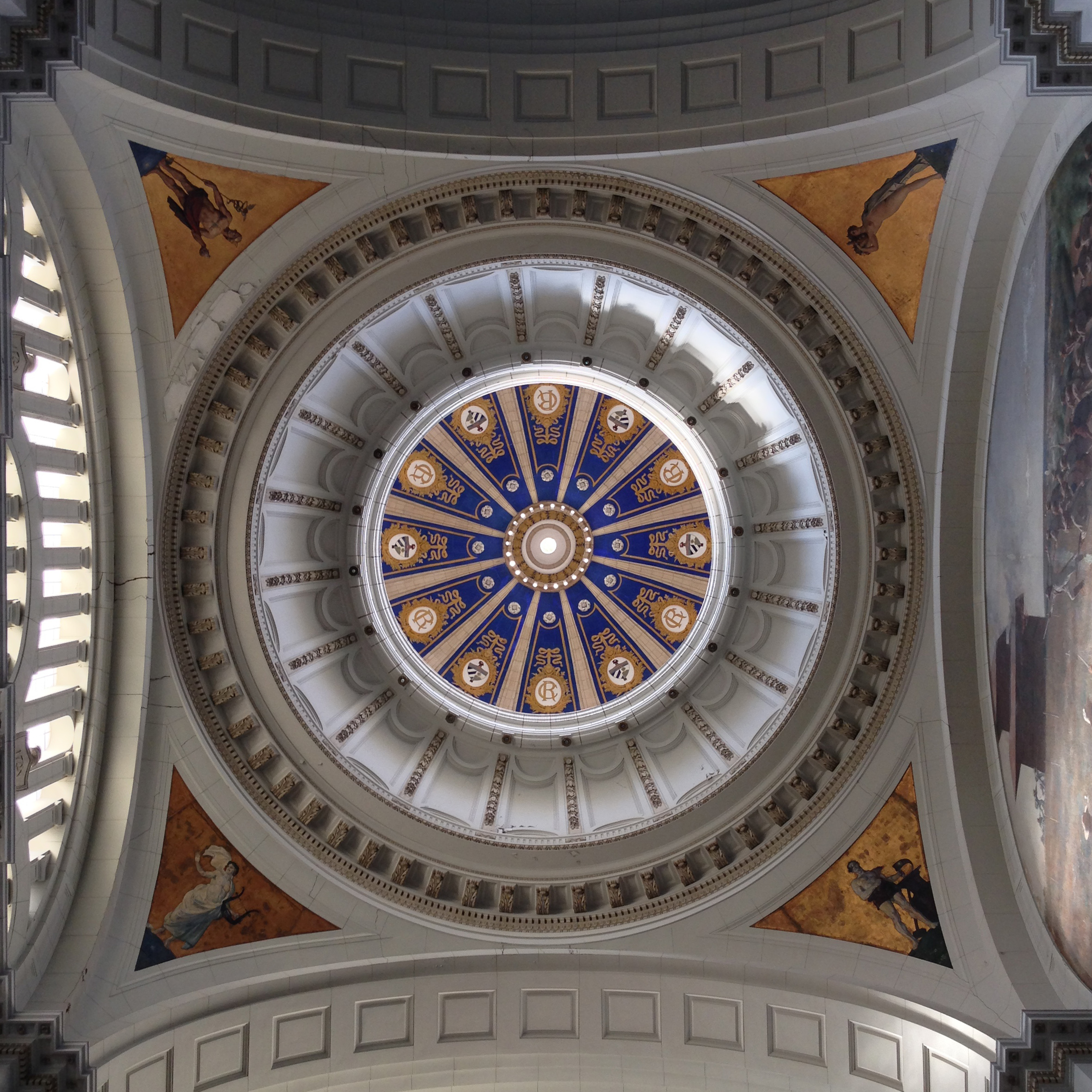
O domo visto de dentro.
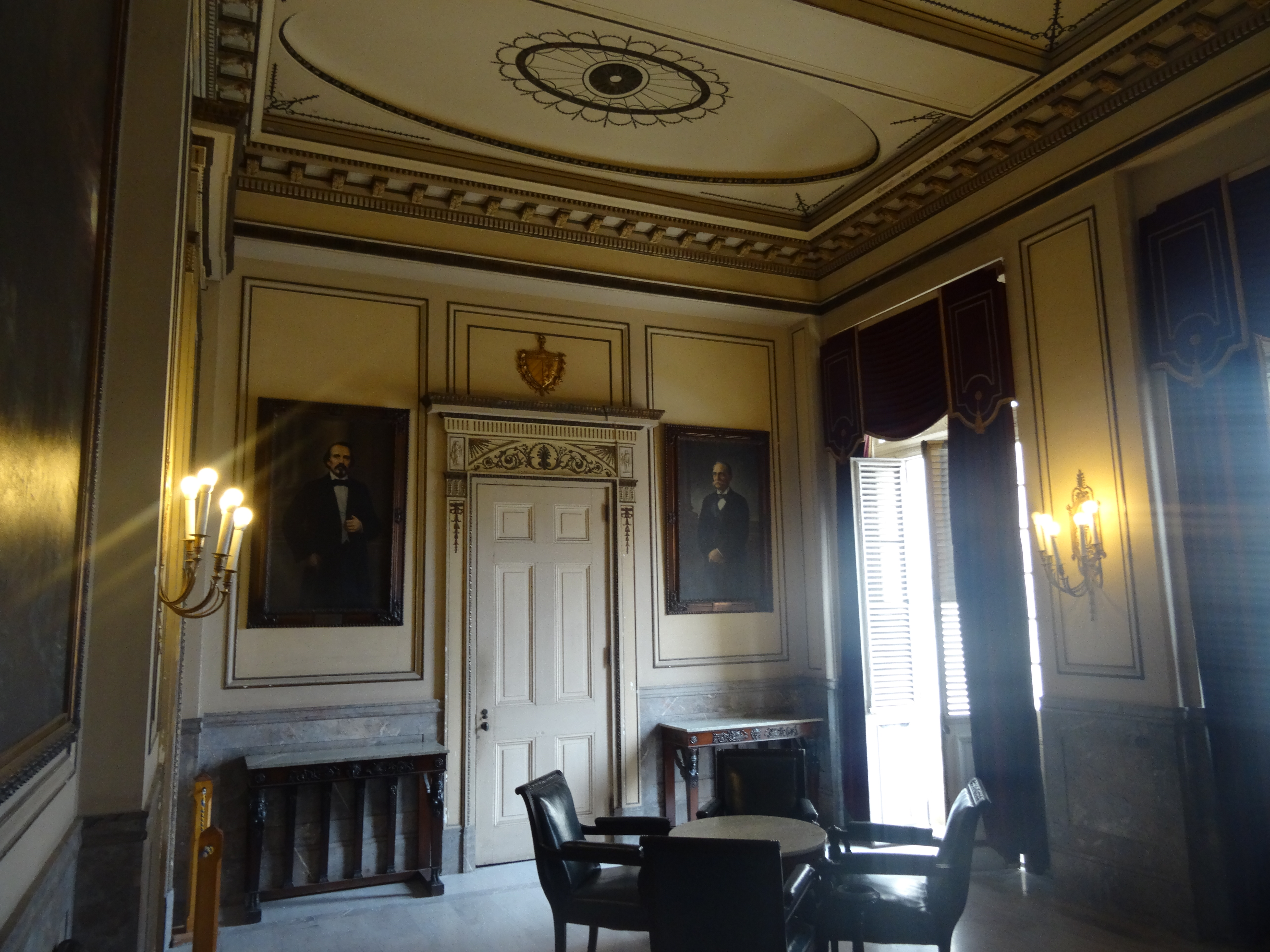
O Gabinete Presidencial.
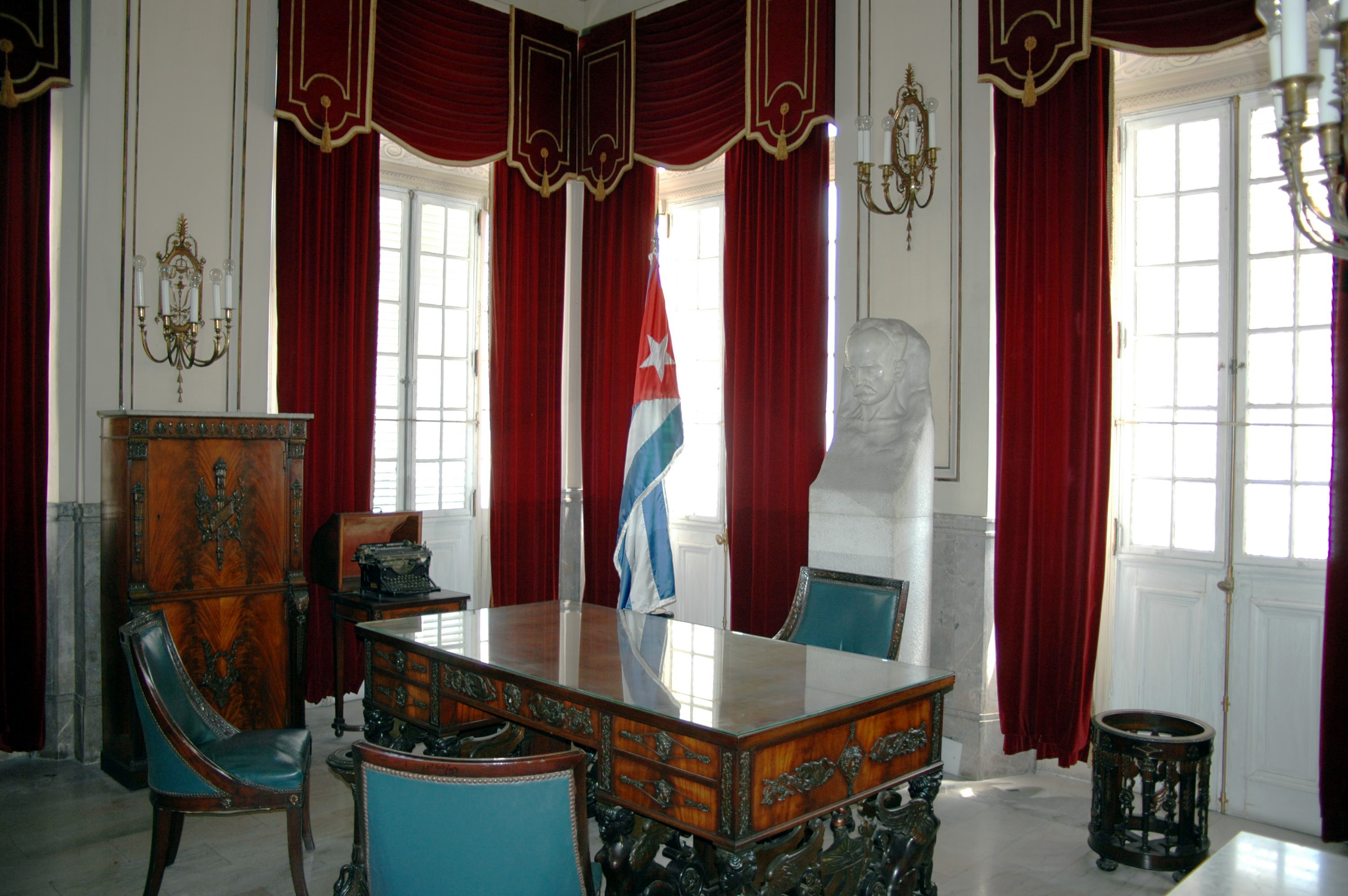
Sala com o busto de José Martí.
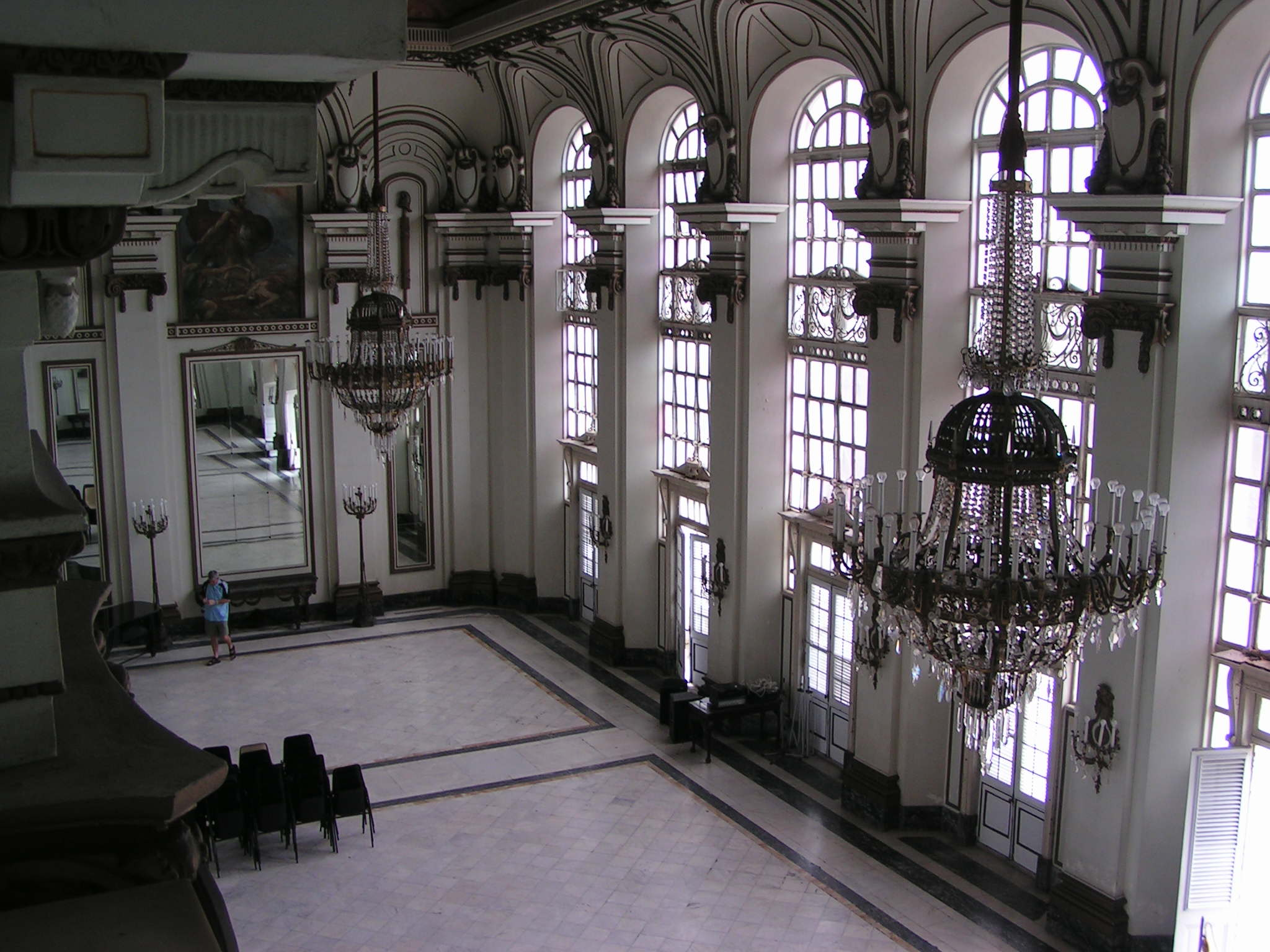
O Salão dos Espelhos vista do segundo andar.
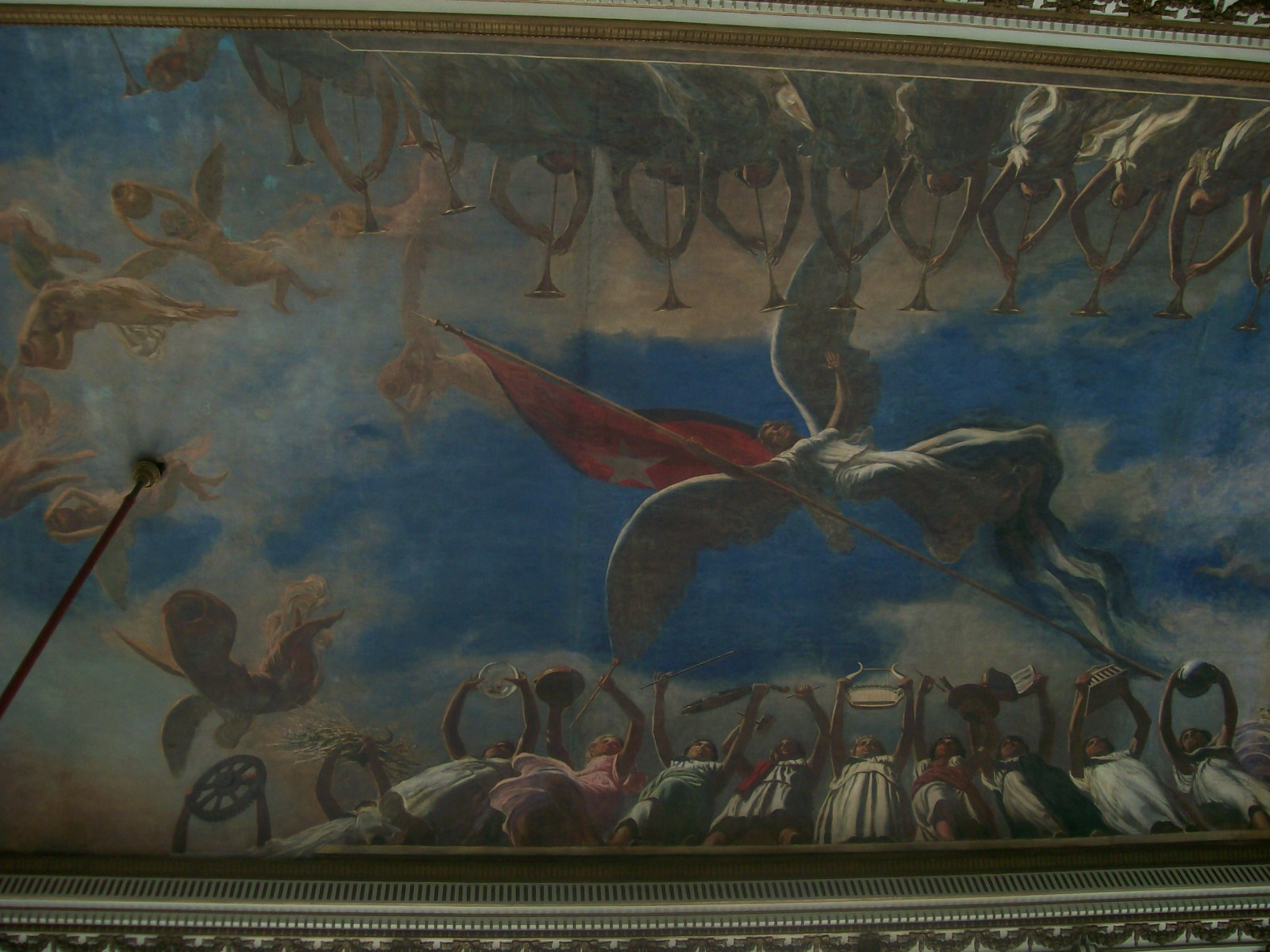
A pintura do teto no Salão dos Espelhos.